# Nymphaea

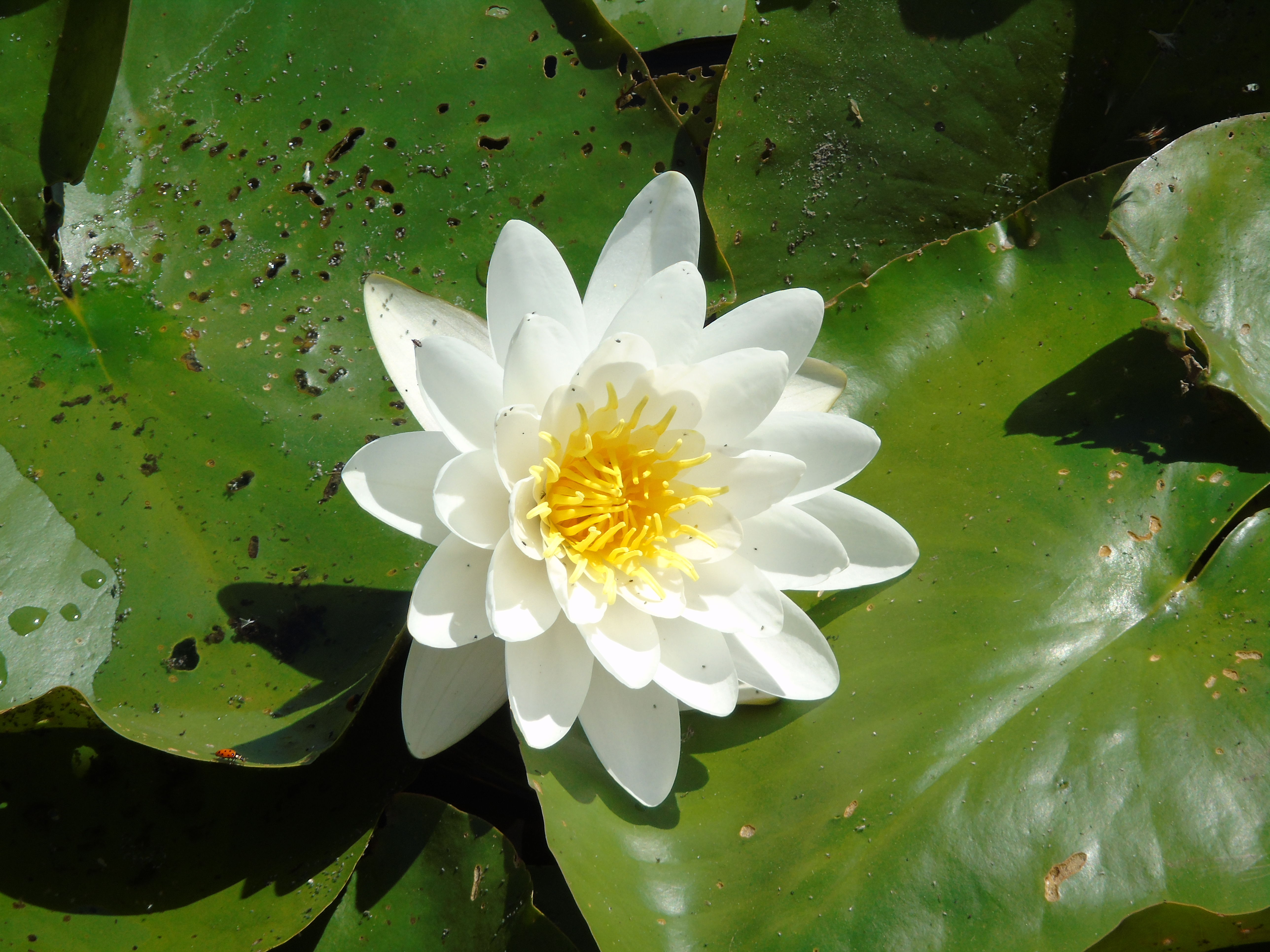
Nymphaea alba L., a espécie-tipo do género.

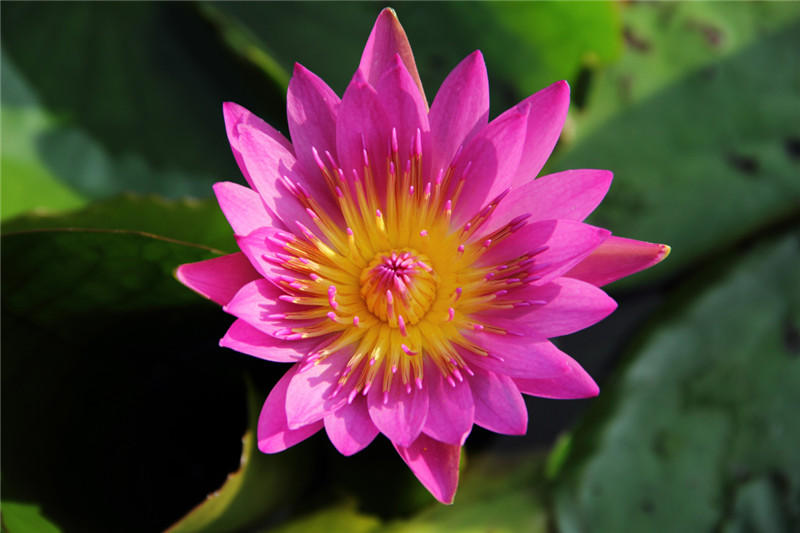
Nymphaea stellata

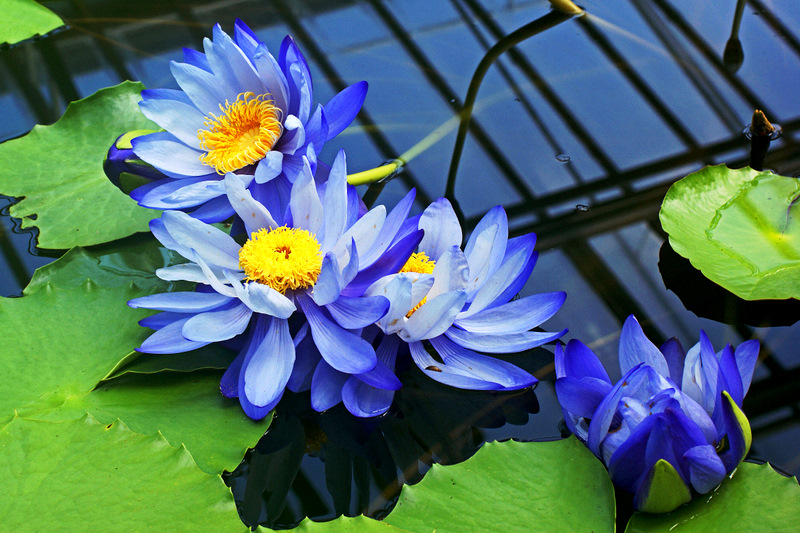
Subgénero Anecphya: Nymphaea gigantea.

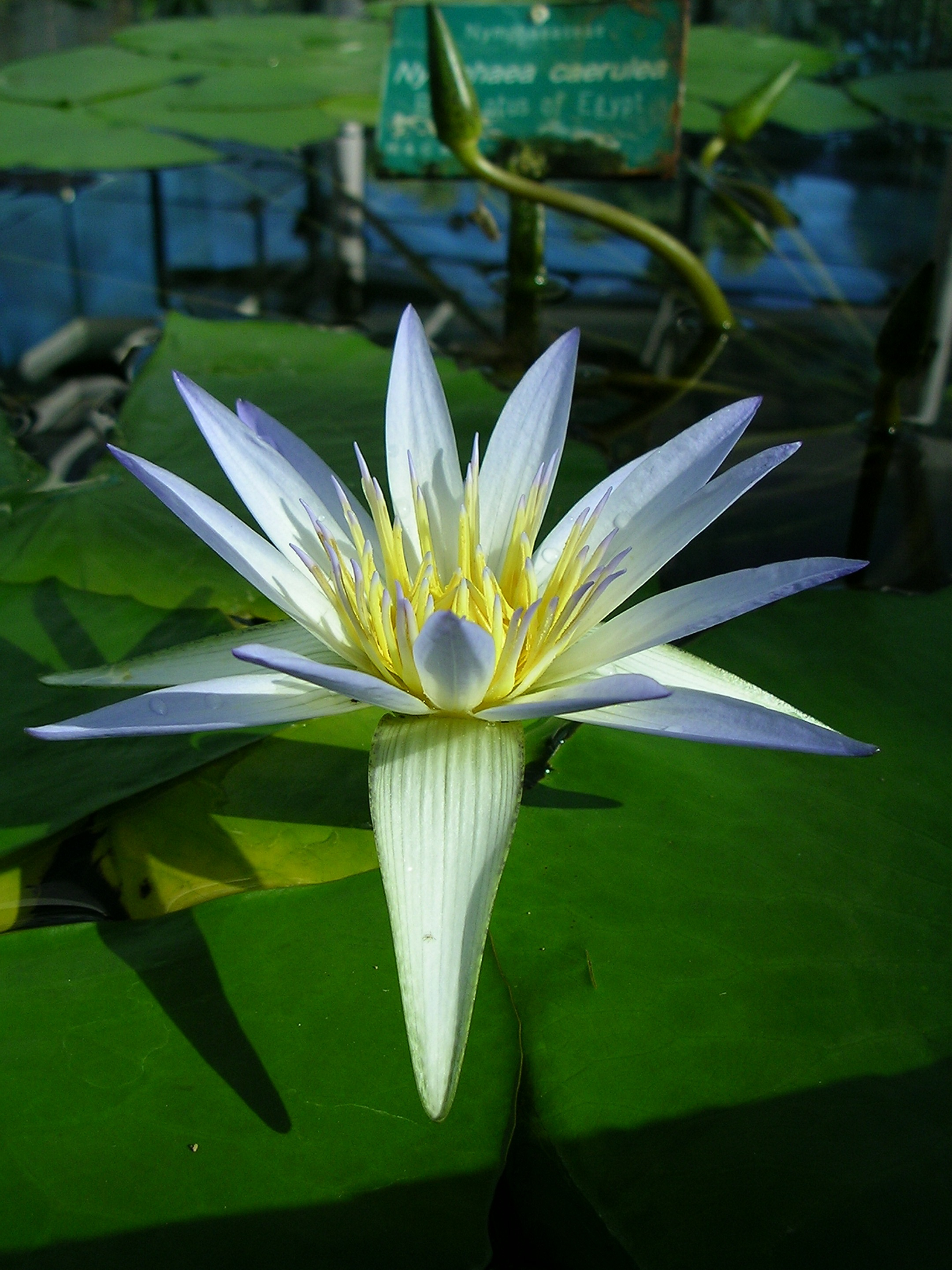
Subgénero Brachyceras: Nymphaea caerulea

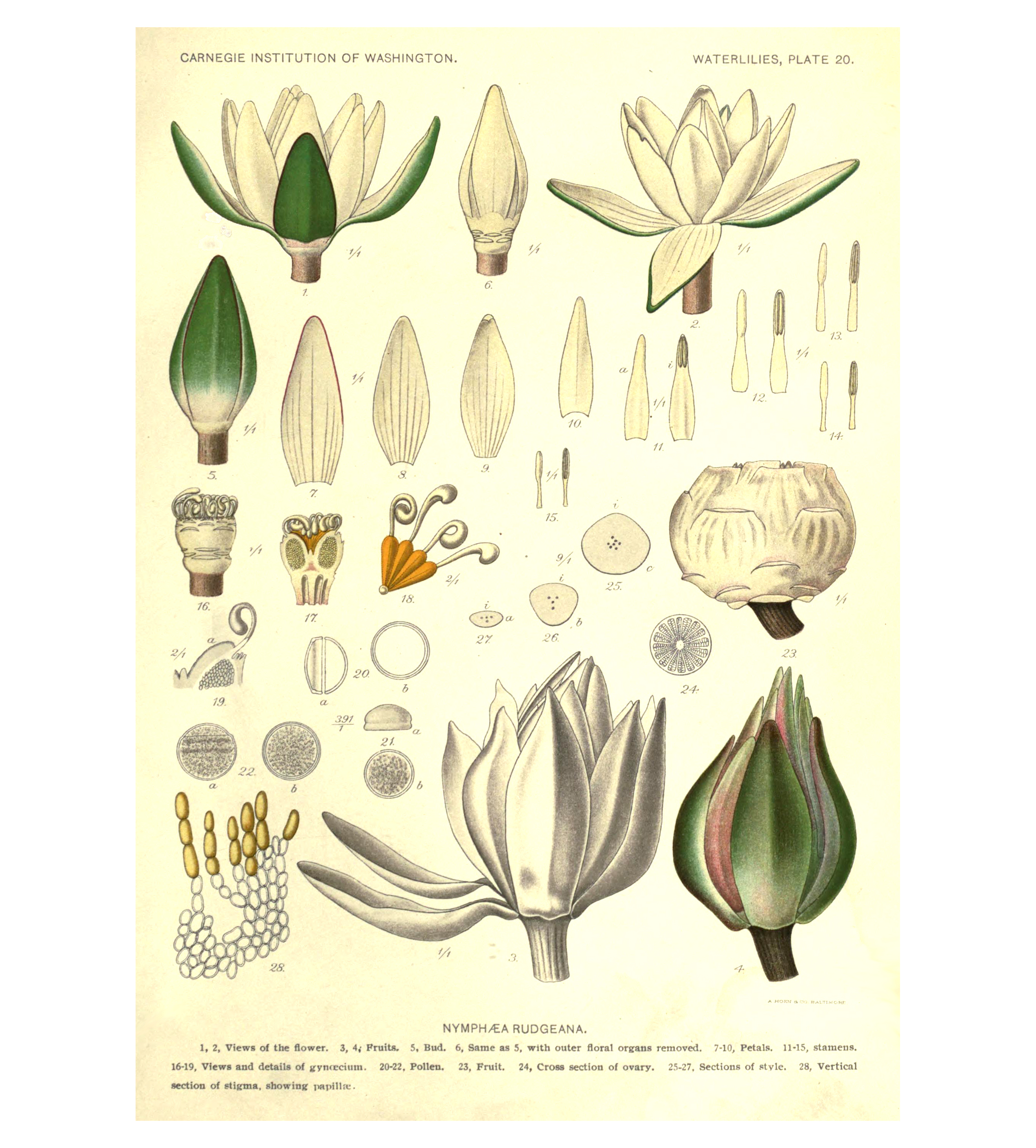
Subgénero Hydrocallis: ilustração de Nymphaea rudgeana (1905)

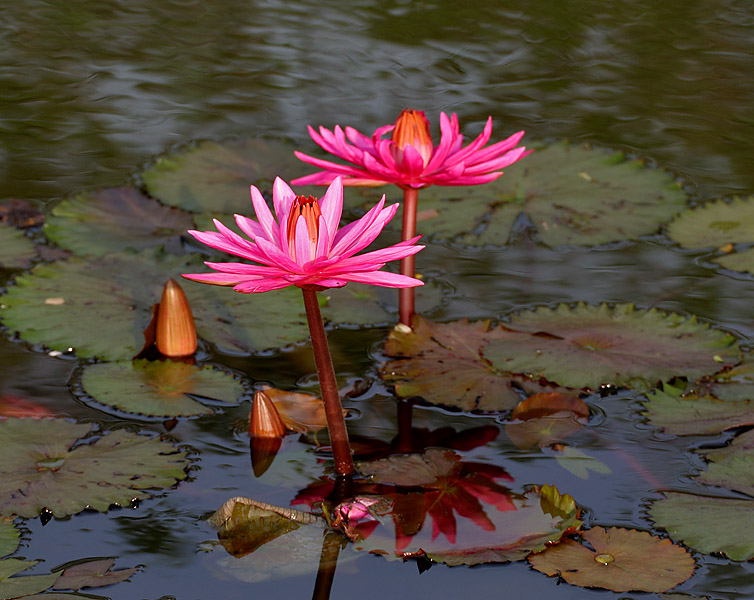
Subgénero Lotos: Nymphaea rubra

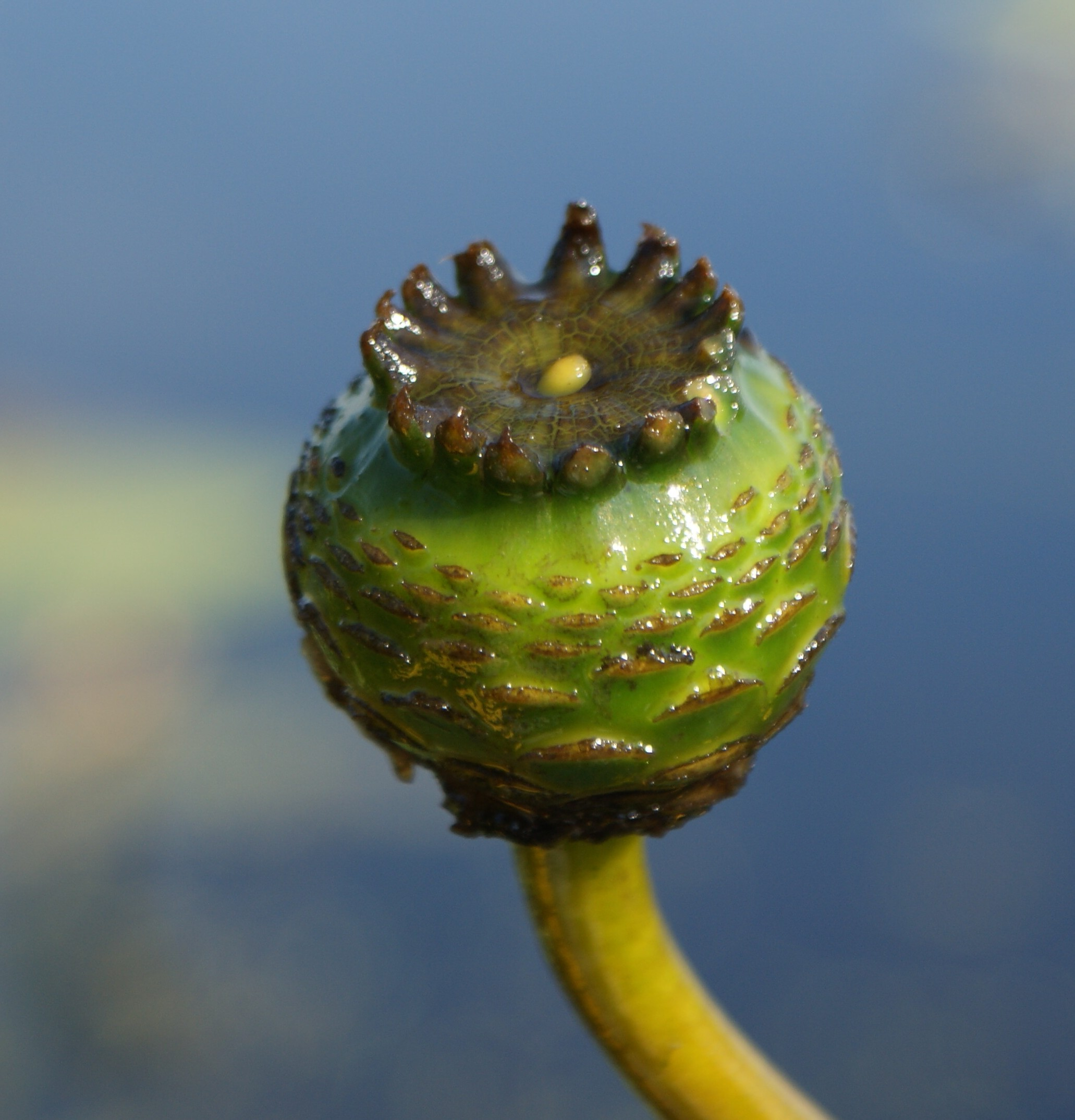
Subgénero Nymphaea: fruto de Nymphaea alba.

Nymphaea (ninfeia) é um género de plantas aquáticas pertencente à família Nymphaeaceae que agrupa cerca de 65 epécies de plantas perenes, com grandes rizomas e folhas peltadas ou cordiformes, achatadas, geralmente flutuantes, cujo órgão de sustentação se situa na face inferior. As flores são perfumadas, com quatro sépalas verdes e grandes pétalas, apresentam coloração que varia conforme a espécie (azul, verde, branco, amarelo e em tons de vermelho). O género tem distribuição cosmopolita, com muitas espécies a serem cultivadas como planta ornamental com múltiplos cultivares criados. Alguns taxa ocorrem como espécies introduzidas, apresentando em alguns casos características invasivas. Entre as espécies mais conhecidas, contam-se os lótus e os nenúfares.

## Descrição
- E1: epiderme superior
- E2: epiderme inferior
- P: mesófilo paliçádico
- M: mesófilo esponjoso
- B: feixe vascular
- I: fenda intercelular
- S: esclerênquima

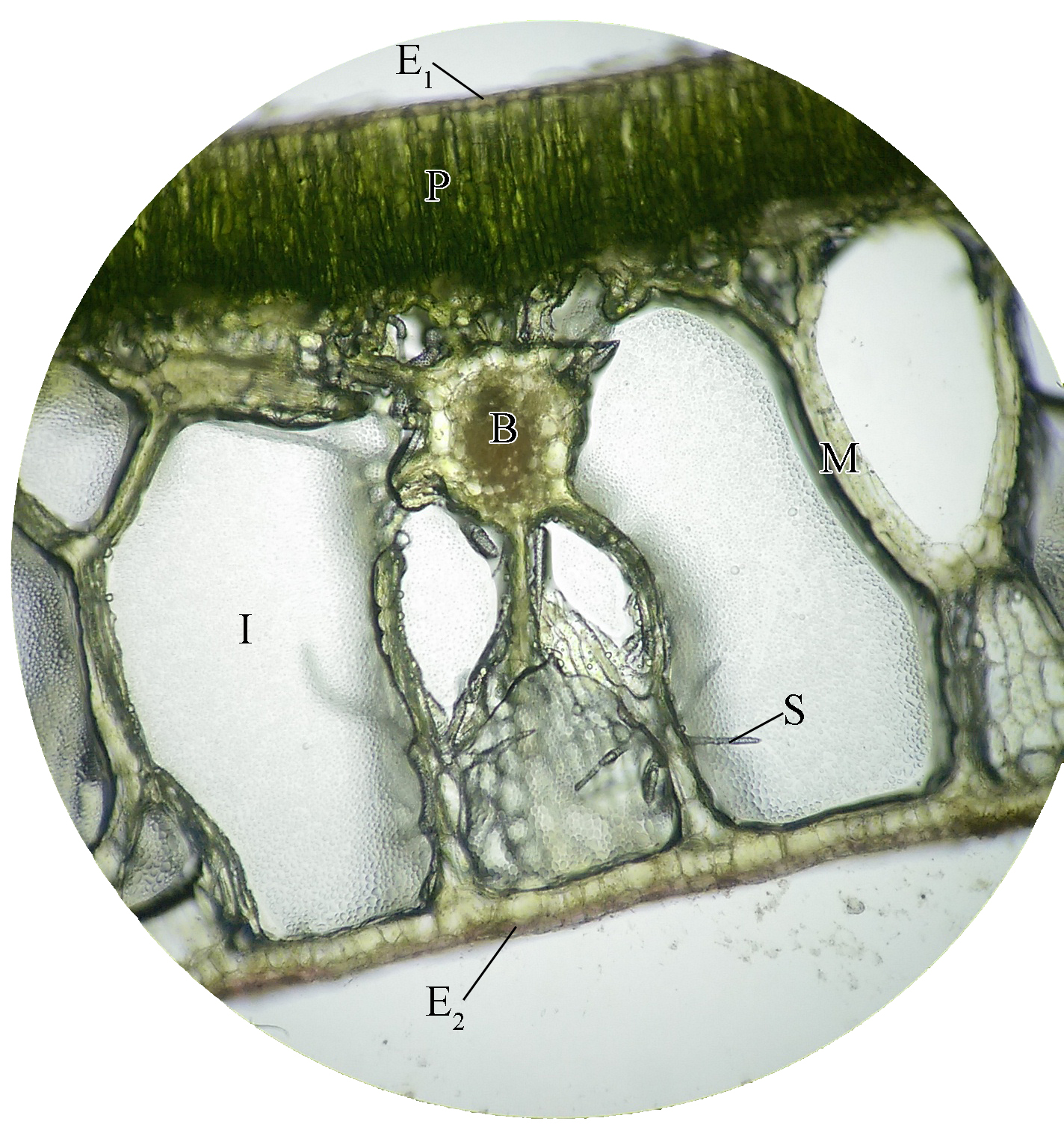
Uma micrografia de microscopia de campo claro de uma secção transversal de uma folha flutuante de Nymphaea alba.

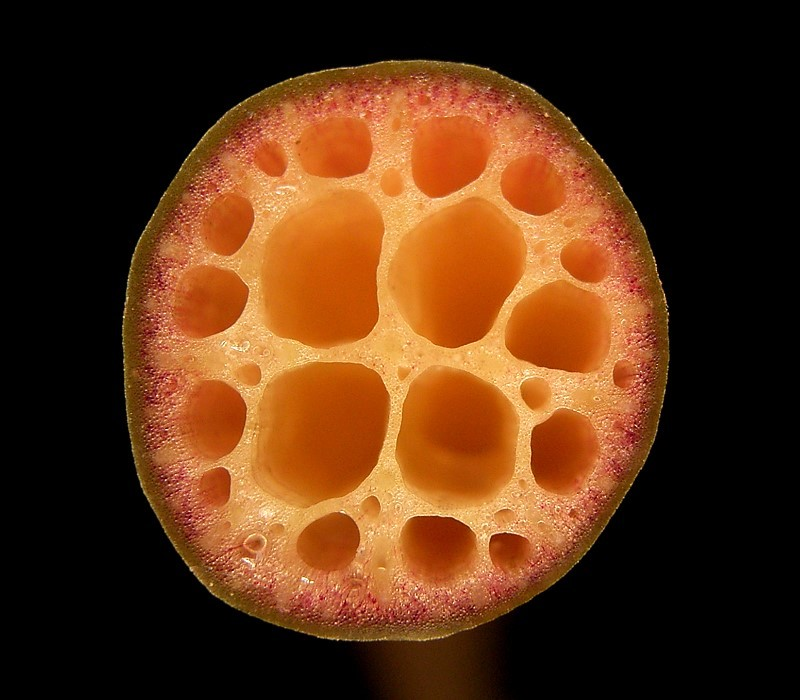
Tubo aéreos de um caule de Nymphaea.

Nymphaea é um género de plantas aquáticas da família Nymphaeaceae, maioritariamente resistentes e capazes de ocupar rapidamente os habitats dulçaquícolas de águas pouco profundas (precisam de enraízar na vasa, o que limita severamente a profundidade das águas onde se instalam). O género tem uma distribuição cosmopolita. Muitas espécies são cultivadas como plantas ornamentais, e muitas cultivares foram criadas para fins comerciais. Alguns táxones ocorrem como neobiota, nalguns casos ocupando o habitat das plantas aquáticas nativas. As plantas do género são conhecidas vulgarmente como nenúfares, ou, mais raramente lótus.

### Morfologia
Os membro do género Nymphaea são plantas rizomatosas aquáticas, herbácea, perenes, por vezes também formadoras de estolhos. O caule é angular e ereto.
As folhas crescem a partir do rizoma em longos pecíolos (o talo que liga a lâmina da folha ao caule). As folhas, redondas e flutuantes, crescem até 30 cm de diâmetro. As lâminas das folhas, em forma de disco, são entalhadas e divididas em relação ao caule numa forma de V no centro, e são frequentemente de coloração arroxeada por baixo. A maior parte das folhas flutua à superfície da água. As folhas têm bordos lisos ou dentados, e podem ser arredondadas ou pontiagudas.
As flores emergem da água ou flutuam à superfície, abrindo durante o dia ou à noite. Muitas espécies de Nymphaea apresentam floração protogínica. A separação temporal destas fases feminina e masculina é fisicamente reforçada pela abertura e fecho das flores, pelo que a primeira flor que se abre apresenta o pistilo feminino e depois fecha-se no final da fase feminina, voltando a abrir com estames masculinos activos.
Cada flor tem pelo menos oito pétalas em tons de branco, rosa, azul ou amarelo. Na maioria dos casos os estames estão no centro. As flores são entomófilas, o que significa que são polinizadas por insectos, frequentemente coleópteros. O fruto é semelhante a uma baga e é suportado num pedúnculo curvo ou enrolado.
A planta reproduz-se por tubérculos radiculares e sementes.

### Características gerais
São os seguintes os caracteres gerais da família Nymphaeaceae:
- Ervas perenes, aquáticas, com rizomas simples ou ramificados, horizontais ou erectos;
- Folhas geralmente flutuantes, raramente emersas, sagitadas a orbiculares, de bordos inteiros, sinuados ou dentados, com nervuras principalmente palmadas, geralmente a face inferior mais ou menos avermelhada a arroxeada; as submersas, membranosas;
- Flores solitárias, brancas, amarelas, cor-de-rosa, vermelhas ou azuis, flutuantes ou emersas; sépalas (3-)4(-5), livres; pétalas (6-)8-40(-50), perigínicas; estames numerosos (várias centenas), amarelos ou creme, os exteriores petalóides, os interiores filantéreos, perigínicos, erectos, com tecas de deiscência longitudinal introrsa, por vezes com apêndice apical do conectivo;
- Carpelos (5-)8-35, basalmente sincárpicos, apicalmente sincárpicos a apocárpicos, estigmas em taça estigmático com apêndices carpelares (quando presentes) ao redor, incurvados;
- Fruto globoso a elipsoide, irregularmente deiscente, em pedúnculos curvos ou espiralados;
- Sementes numerosas, ovóides, globosas ou elipsóides, com arilo, envolvidas por mucilagem;
- Pólen sulculado zonalmente, anazonassulculado a zonizonassulculado;
- Número cromossómico 2n = 28-224; x = 14.

- Filme em time-lapse da abertura de uma flor de nenúfar.

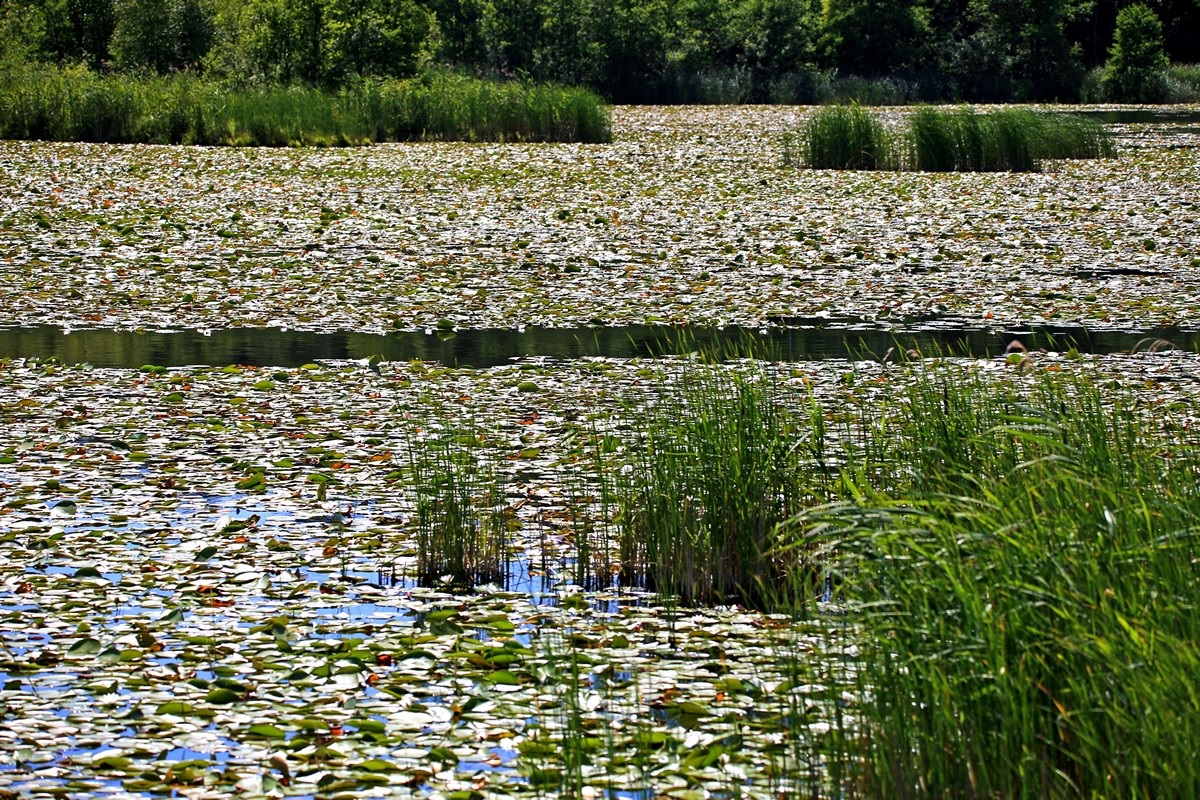
«Paraíso de nenúfares» no Pequeno Lago de Kotzow (Kleiner Kotzower See, Mecklenburg).

## Taxonomia
O género Nymphaea foi proposto em 1753 por Carl von Linné em Species Plantarum, Tomus I, pp. 510–511. A espécie-tipo é Nymphaea alba L., o nenúfar-branco. São sinónimos taxonómicos de Nymphaea L.: Castalia Salisb., Leuconymphaea Ludw. ex Kuntze e Ondinea Hartog.
O nome do género provém da grego antigo νυμφαία, nymphaia e do latim nymphaea, que significam "nenúfar" e foram inspirados nas ninfas da mitologia grega e romana.
Este é um dos vários géneros de plantas conhecidas vulgarmente como nenúfares ou lótus. Contudo, não está relacionado com o género Lotus, uma  leguminosa, ou com os lótus da Ásia Oriental e da Ásia do Sul do género Nelumbo. No entanto, está estreitamente relacionada com as lótus do género Nuphar. Em Nymphaea, as pétalas são muito maiores do que as sépalas, enquanto que em Nuphar, as pétalas são muito mais pequenas. O processo de maturação dos frutos também difere, com os frutos de Nymphaea a afundarem-se abaixo do nível da água imediatamente após o fecho da flor, e os frutos de Nuphar a permanecerem acima da superfície.

### Estrutura taxonómica e distribuição
O género mundialmente distribuído Nymphaea inclui mais de 65 espécies e está dividido em dois grupos com um total de cinco subgéneros e três secções:
- Anecphya
- Brachyceras
- Hydrocallis
- Lotos
- Nymphaea:
  - Secção Chamaenymphaea
  - Secção Nymphaea
  - Secção Xanthantha

Na sua presente circunscrição taxonómica o género tem a seguinte estrutura e distribuição natural:
Grupo Apocarpiae Caspary— com dois subgéneros:
- Subgénero Anecphya Conard: com cerca de onze espécies na Australásia:

- Nymphaea alexii S.W.L.Jacobs & Hellq.: um endemismo numa pequena área em Queensland..
- Nymphaea atrans S.W.L.Jacobs: ocorre apenas no norte de Queensland.
- Nymphaea carpentariae S.W.L.Jacobs & Hellq.: encontra-se apenas no norte e centro de Queensland.
- Nymphaea elleniae S.W.L.Jacobs: ocorre na parte ocidental da Papua Nova Guiné e no norte de Queensland.
- Nymphaea georginae S.W.L.Jacobs & Hellq.: ocorre nos estados australianos de Northern Territory e Queensland.
- Nymphaea gigantea Hook. (sin.: Castalia gigantea (Hook.) Britten, Leuconymphaea gigantea (Hook.) Kuntze, Nymphaea gigantea var. hudsoniana F.Henkel et al., Nymphaea gigantea f. hudsonii (anon.) K.C.Landon, Nymphaea gigantea var. hudsonii anon., Nymphaea gigantea var. media F.Henkel et al., Nymphaea gigantea var. neorosea K.C.Landon, Victoria fitzroyana hort. nom. inval.): ocorre nos estados australianos de New South Wales, Northern Territory e Queensland.
- Nymphaea hastifolia Domin: ocorre no norte do Território do Norte e no norte da Austrália Ocidental.
- Nymphaea immutabilis S.W.L.Jacobs: ocorre com duas subespécies em Irian Jaya e no norte do Território do Norte, norte de Queensland e norte da Austrália Ocidental.
- Nymphaea macrosperma Merr. & L.M.Perry: ocorre no leste de Irian Jaya, Papua Nova Guiné e no norte do Território do Norte, norte de Queensland e norte da Austrália Ocidental.
- Nymphaea ondinea Löhne et al.: as duas subespécies são endémicas de uma pequena área na Austrália Ocidental.
- Nymphaea violacea Lehm. (sin.: Nymphaea brownii F.M.Bailey, Nymphaea casparyi Rehnelt & F.Henkel, Nymphaea gigantea var. violacea (Lehm.) Conard, Nymphaea holtzei Rehnelt & F.Henkel, Nymphaea holtzei var. albiflora Rehnelt & F.Henkel nom. inval., Nymphaea holtzei var. eleonorae Rehnelt & F.Henkel, Nymphaea rehneltiana F.Henkel, Nymphaea violacea var. coerulea Lehm.): ocorre na Papua Nova Guiné e no norte do Território do Norte, no norte de Queensland e no norte da Austrália Ocidental.

- Subgénero Brachyceras Caspary: tem uma distribuição pantropical e contém cerca de 18 espécies:

- Nymphaea ampla (Salisb.) DC.: comum na América do Sul e América Central.
- Nymphaea caerulea Savigny: disseminada em África e Médio Oriente até à Península Arábica.
- Nymphaea capensis Thunb.: disseminada na África Austral e Oriental.
- Nymphaea colorata Peter: nativa da Tanzânia.
- Nymphaea divaricata Hutch.: comum na África Ocidental e África Austral.
- Nymphaea elegans Hook.: muito disseminada na América do Norte e Central.
- Nymphaea gracilis Zucc.: nativa do México.
- Nymphaea guineensis Schumach.: muito comum na África Ocidental tropical.
- Nymphaea heudelotii Planch.: muito comum em África.
- Nymphaea micrantha Perr. & Guill.: presente em toda a África Ocidental tropical.
- Nymphaea dimorpha I.M.Turner: muito comum em Madagáscar.
- Nymphaea nouchali Burm. f.: disseminada desde o Sul da Ásia até ao Norte da Austrália.
- Nymphaea ovalifolia Conard: muito comum em África.
- Nymphaea pulchella DC.: muito comum nos Neotrópicos.
- Nymphaea stuhlmannii (Engl.) Schweinf. & Gilg: nativa da Tanzânia.
- Nymphaea sulphurea Gilg: ocorre no Sudoeste de África.
- Nymphaea thermarum Eb.Fisch.: nativa do Ruanda.
- Nymphaea togoensis K.C.Landon: nativa do Togo.

Grupo Syncarpiae Caspary— com três subgéneros:
- Subgénero Hydrocallis: contém cerca de 14 espécies:

- Nymphaea amazonum Mart. & Zucc.: ocorre no México, na América Central e na América do Sul tropical.
- Nymphaea belophylla Trickett: ocorre na Colômbia, Venezuela, Bolívia e Brasil.
- Nymphaea conardii Wiersema:com distribuição que se estende do México à América Central e do Sul.
- Nymphaea gardneriana Planch.: nativa da América do Sul.
- Nymphaea glandulifera Rodschied: ocorre na América Central e do Sul.
- Nymphaea jamesoniana Planch.: disseminada desde a Flórida, passando pelo México, até à América Central e do Sul.
- Nymphaea lasiophylla Mart. & Zucc.: ocorre no Brasil e talvez também na Venezuela.
- Nymphaea lingulata Wiersema: ocorre na Guiana, no Brasil e na Bolívia.
- Nymphaea novogranatensis Wiersema: ocorre no México, Venezuela e Colômbia.
- Nymphaea oxypetala Planch.: ocorre na Venezuela, Brasil, Bolívia e Equador.
- Nymphaea potamophila Wiersema: ocorre na Colômbia, Venezuela, Guiana e Brasil.
- Nymphaea prolifera Wiersema: com distribuição que se estende do México à América Central e do Sul.
- Nymphaea rudgeana G.Mey.: presente em toda a América Central e do Sul.
- Nymphaea tenerinervia Casp.: ocorre na Guiana e no Brasil.

- Subgénero Lotos DC.: contém 2-4 espécies:

- Nymphaea lotus L. (sin.: Nymphaea zenkeri Gilg): muito comum em África e na Ásia tropical. Inclui:

- Nymphaea lotus var. thermalis (DC.) Tuzson (sin.: Nymphaea thermalis DC.)

- Nymphaea pubescens Willd. (sin.: Nymphaea spontanea K.C.Landon): muito comum na Ásia e na Austrália.
- Nymphaea rubra Roxb. ex Andrews: ocorre na Índia e no Bangladesh.

- Subgénero Nymphaea

- Secção Chamaenymphaea (Planch.) Wiersema

- Nymphaea tetragona Georgi: muito comum na Eurásia e na América do Norte.

- Secção Eucastalia Planchon: contém 3-4 espécies:

- Nymphaea alba L.: muito difundida na Europa Central.
- Nymphaea candida C.Presl): muito comum na Eurásia.
- Nymphaea odorata Aiton: com duas subespécies:

- Nymphaea odorata Aiton subsp. odorata): disseminada do Canadá aos EUA, ao México e El Salvador, das Honduras à Nicarágua, bem como nas Bahamas, Cuba e Porto Rico.
- Nymphaea odorata subsp. tuberosa (Paine) Wiersma & Hellquist (sin.: Nymphaea tuberosa Paine): distribui-se desde as províncias canadianas de Ontário, Quebeque e Manitoba até ao nordeste e centro-norte dos EUA.

- Secção Xanthantha (Casp.) Wiersema: contém apenas uma espécie:

- Nymphaea mexicana Zucc.): presente desde o sul da América do Norte até à América Central.

### Lista de espécies
Em junho de 2023, a base de dados taxonómicos Plants of the World Online listava as seguintes 65 espécies:
- Nymphaea abhayana A.Chowdhury & M.Chowdhury
- Nymphaea alba L.
- Nymphaea alexii S.W.L.Jacobs & Hellq.
- Nymphaea amazonum Mart. & Zucc.
- Nymphaea ampla (Salisb.) DC.
- Nymphaea atrans S.W.L.Jacobs
- Nymphaea belophylla Trickett
- Nymphaea × borealis E.G.Camus
- Nymphaea caatingae C.T.Lima & Giul.
- Nymphaea candida C.Presl
- Nymphaea carpentariae S.W.L.Jacobs & Hellq.
- Nymphaea conardii Wiersema
- Nymphaea × daubenyana W.T.Baxter ex Daubeny
- Nymphaea dimorpha I.M.Turner
- Nymphaea divaricata Hutch.
- Nymphaea elegans Hook.
- Nymphaea elleniae S.W.L.Jacobs
- Nymphaea francae C.T.Lima & Giul.
- Nymphaea gardneriana Planch.
- Nymphaea georginae S.W.L.Jacobs & Hellq.
- Nymphaea gigantea Hook.
- Nymphaea glandulifera Rodschied
- Nymphaea gracilis Zucc.
- Nymphaea guineensis Schumach. & Thonn.
- Nymphaea harleyi C.T.Lima & Giul.
- Nymphaea hastifolia Domin
- Nymphaea heudelotii Planch.
- Nymphaea immutabilis S.W.L.Jacobs
- Nymphaea jacobsii Hellq.
- Nymphaea jamesoniana Planch.
- Nymphaea kakaduensis Hellq., A.Leu & M.L.Moody
- Nymphaea kimberleyensis (S.W.L.Jacobs) S.W.L.Jacobs & Hellq.
- Nymphaea lasiophylla Mart. & Zucc.
- Nymphaea leibergii (Morong) Rydb.
- Nymphaea lingulata Wiersema
- Nymphaea loriana Wiersema, Hellq. & Borsch
- Nymphaea lotus L.
- Nymphaea lukei S.W.L.Jacobs & Hellq.
- Nymphaea macrosperma Merr. & L.M.Perry
- Nymphaea maculata Schumach. & Thonn.
- Nymphaea manipurensis Asharani & Biseshwori
- Nymphaea mexicana Zucc.
- Nymphaea micrantha Guill. & Perr.
- Nymphaea noelae S.W.L.Jacobs & Hellq.
- Nymphaea nouchali Burm.f.
- Nymphaea novogranatensis Wiersema
- Nymphaea odorata Aiton
- Nymphaea ondinea Löhne, Wiersema & Borsch
- Nymphaea oxypetala Planch.
- Nymphaea paganuccii C.T.Lima & Giul.
- Nymphaea pedersenii (Wiersema) C.T.Lima & Giul.
- Nymphaea potamophila Wiersema
- Nymphaea prolifera Wiersema
- Nymphaea pubescens Willd.
- Nymphaea pulchella DC.
- Nymphaea rapinii C.T.Lima & Giul.
- Nymphaea × rosea (Sims) Sweet
- Nymphaea rubra Roxb. ex Andrews
- Nymphaea rudgeana G.Mey.
- Nymphaea siamensis Puripany.
- Nymphaea stuhlmannii (Engl.) Schweinf. & Gilg
- Nymphaea sulphurea Gilg
- Nymphaea × sundvikii Hiitonen
- Nymphaea tenuinervia Casp.
- Nymphaea tetragona Georgi
- Nymphaea thermarum Eb.Fisch.
- Nymphaea × thiona D.B.Ward
- Nymphaea vanildae C.T.Lima & Giul.
- Nymphaea vaporalis S.W.L.Jacobs & Hellq.
- Nymphaea violacea Lehm.

### O géneroOndinea
O género monotípico Ondinea Hartog, 1970 foi colocado num clado junto com o género Nymphaea, por se ter demonstrado que era uma espécie morfologicamente aberrante de Nymphaea.
Em consequência, a espécie Ondinea purpurea Hartog passou a designar-se Nymphaea ondinea Löhne, Wiersema & Borsch.

## Etnobotânica

### Cultivo como ornamental

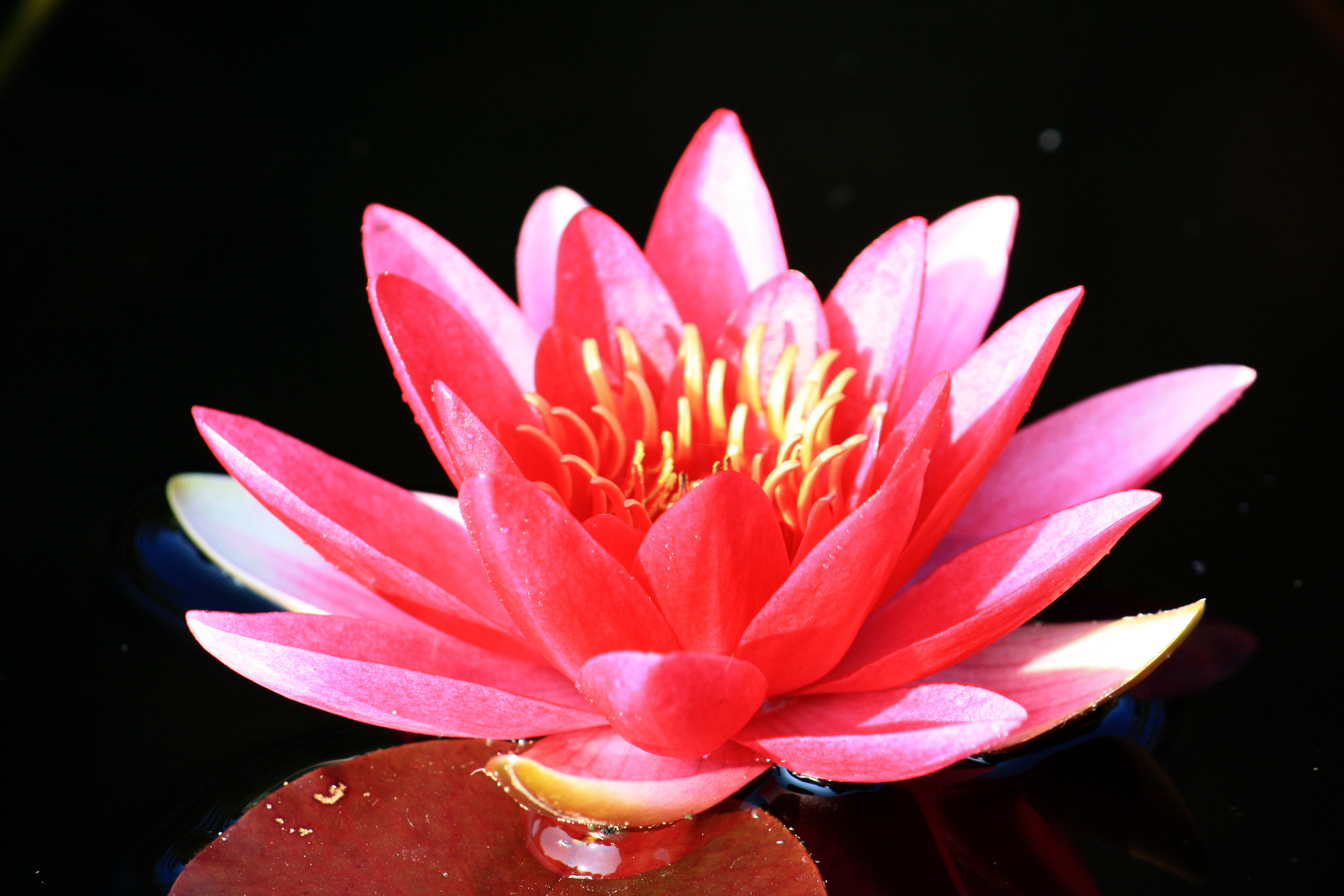
Flor da cultivar 'Escarboucle'

Os nenúfares não são apenas decorativos, mas também proporcionam uma cobertura superficial das águas de que resulta um ensombramento que ajuda a reduzir o crescimento de algas em lagoas e lagos. Muitos dos nenúfares familiares nos jardins aquáticos são híbridos ou cultivares desenvolvidos para fins comerciais. As seguintes cultivares ganharam o Award of Garden Merit da Royal Horticultural Society:
- 'Escarboucle'[19] (laranja-avermelhado)
- 'Gladstoniana'[20] (flores duplas brancas com estames amarelos proeminentes)
- 'Gonnère'[21] (flores duplas brancas e perfumadas)
- 'James Brydon;'[22] (flores em forma de taça vermelho-rosa)
- 'Marliacea Chromatella'[23] (flores amarelas pálidas)
- 'Pygmaea Helvola'[24] (miniatura, com flores amarelas perfumadas em forma de taça)

### Uso alimentar
Todos os nenúfares são venenosos e contêm um alcaloide chamado nufarina em quase todas as suas partes, com exceção das sementes e, em algumas espécies, dos tubérculos. Ainda assim, em algumas espécies, os rizomas e os tubérculos são consumidos depois de a fervura ter neutralizado a nufarina.
As espécies europeias contêm grandes quantidades de nufarina e são consideradas não comestíveis. A quantidade de nufarina nas folhas e nos caules parece variar sazonalmente nas espécies europeias. Os tubérculos de um certo número de espécies australianas, asiáticas e africanas são completamente comestíveis; durante a estação seca, alguns consistem quase exclusivamente em amido. Os antigos egípcios comiam-nos cozidos.
Na Índia, tem sido principalmente consumida como alimento em períodos de fome (alimento de fome) ou como medicamento (em ambos os casos após cozedura), mas em algumas regiões os rizomas secos eram triturados para fazer uma espécie de pão, e os tubérculos são frequentemente consumidos nas planícies aluviais.
No Vietname, os rizomas eram consumidos assados. No Sri Lanka, antigamente era consumido como um tipo de medicamento e o seu preço era demasiado elevado para ser servido como refeição normal, mas na décda de 1940 ou antes, alguns aldeões começaram a cultivar nenúfares nos arrozais não cultivados durante a estação das monções (estação de Yala) e o preço baixou. Aqui, os tubérculos são chamados manel e são consumidos cozidos e em caril.
Os tubérculos de todas as espécies que ali ocorrem eram consumidos na África Ocidental e em Madagáscar (onde são chamados tantamon para 'azul' e laze-laze para 'branco'), geralmente cozidos ou assados.
Na África Ocidental, a utilização variava consoante as culturas. Na Alta Guiné, os rizomas só eram considerados alimentos para a fome - aqui os tubérculos eram assados em cinzas ou secos e moídos até se transformarem em farinha. O povo Buduma comia as sementes e os rizomas. Algumas tribos comiam os rizomas crus. O povo Hausa do Gana, a Nigéria e o povo do Sul do Sudão utilizavam os tubérculos de Nymphaea lotus, cujas sementes (no interior dos tubérculos) são designadas localmente por gunsi no Gana. São moídas para fazer farinha.
Na China, os tubérculos eram consumidos cozinhados. Também se diz que as plantas eram consumidas nas Filipinas, mas na década de 1950 já não havia registos de consumo de folhas ou flores.
Numa espécie da América do Norte, diz-se que as folhas jovens cozidas e os botões florais não abertos são comestíveis. As sementes, ricas em amido, proteínas e óleo, podem ser estaladas, secas ou moídas para fazer farinha. Os tubérculos semelhantes à batata podem ser colhidos da espécie N. tuberosa (=N. odorata).
Os tubérculos da Nymphaea gigantea da Austrália eram assados por certas tribos, que adquiriam uma cor azul quando cozidos; os tubérculos de outras espécies eram também assados noutros locais do continente. Dizia-se que os nenúfares constituíam uma importante fonte de alimentação para uma certa tribo de indígenas australianos em 1930, sendo as flores e os caules consumidos crus, enquanto as raízes e as vagens eram cozinhadas numa fogueira ou num forno de chão.

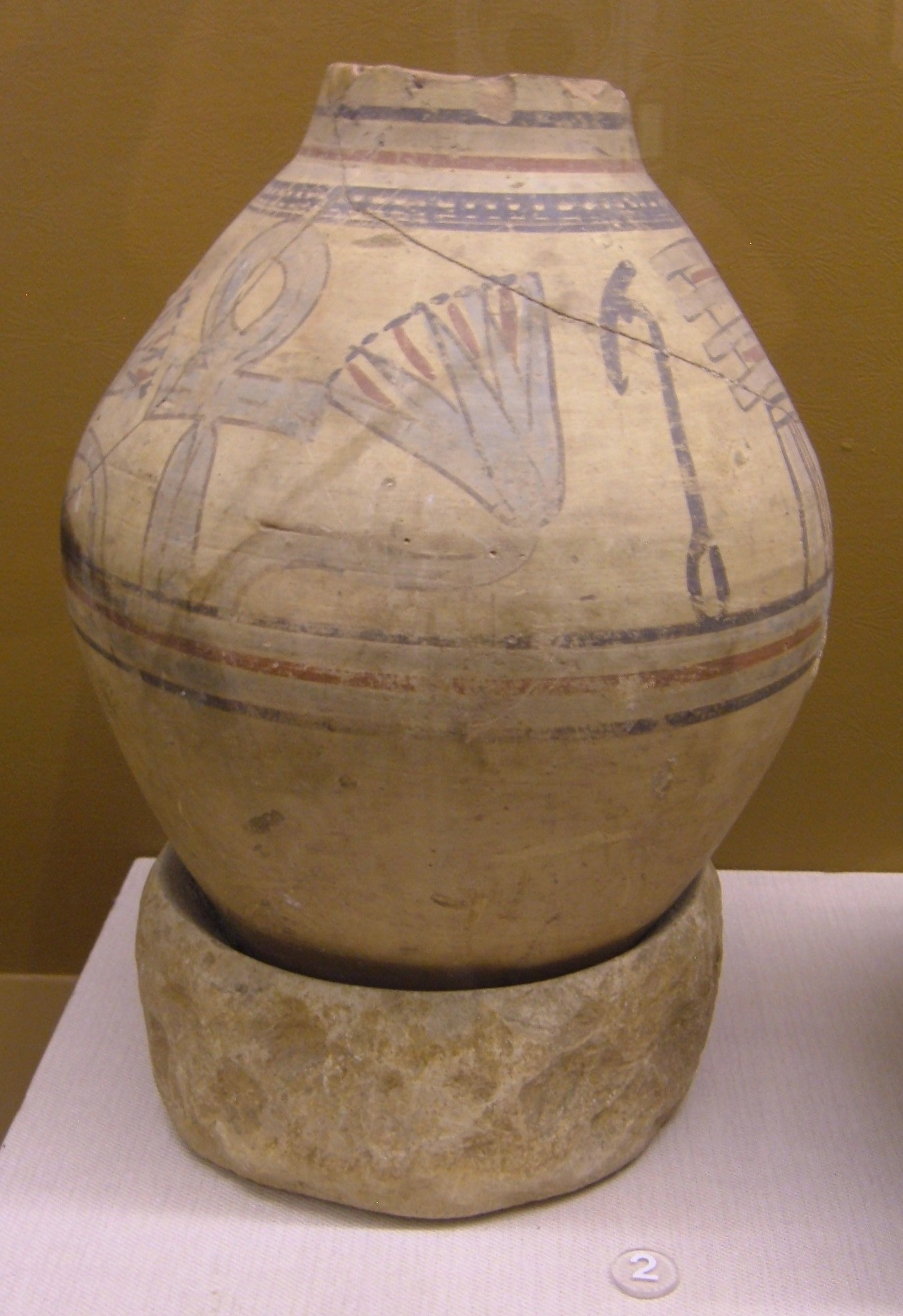
Lótus azul (Nymphaea caerulea) num jarro da 18ª Dinastia encontrado em Amarna.
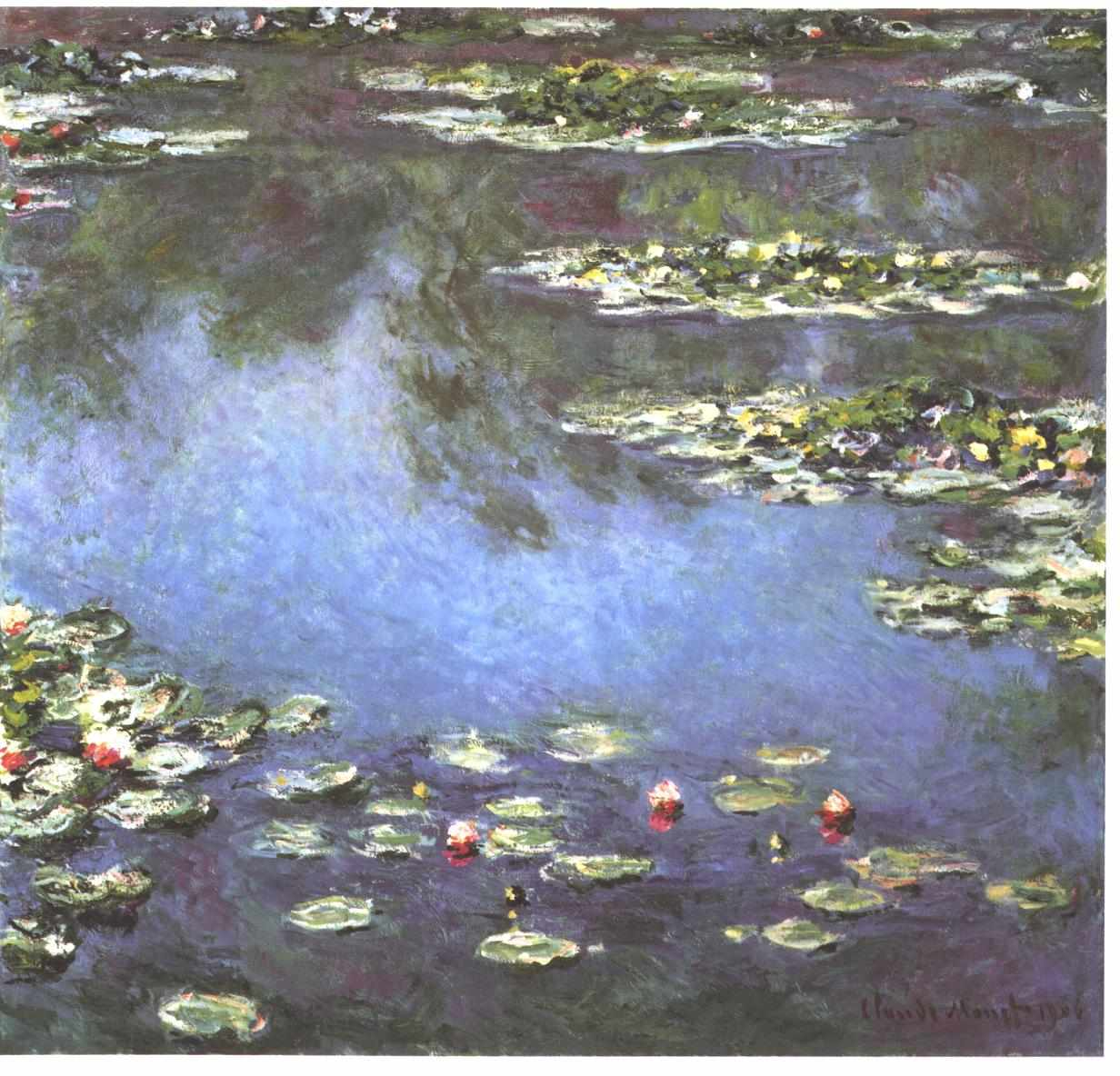
Um dos quadros da série Les Nymphéas de Claude Monet, 1906.
Uma nymphaea na cota de armas de Pälkäne (Finlândia).
O símbolo do lótus na bandeira do Império Sassânida.

### Representações culturais
Desde 1580 que se tornou popular na língua inglesa, e depois na maioria das línguas europeias, a aplicação da palavra latina lotus, originalmente utilizada para designar uma árvore, aos nenúfares que crescem no Egipto, e muito mais tarde a palavra foi utilizada para traduzir palavras em textos indianos.
Os antigos egípcios utilizavam os nenúfares do Nilo como símbolos culturais. O lótus, erguendo-se do fundo da lama para desdobrar as suas pétalas para o sol, sugeria a glória da própria emergência do sol da lama primordial. Era uma metáfora da criação. Era um símbolo dos deuses e deusas da fertilidade, bem como um símbolo do Nilo superior como o doador da vida, pelo que o motivo do lótus é uma caraterística frequente da arquitetura das colunas dos templos. 
As flores do nenúfar-azul do Egito (N. caerulea) abrem de manhã e fecham ao anoitecer, enquanto as do nenúfar-branco (N. lotus) abrem à noite e fecham de manhã. Os egípcios consideravam este facto simbólico da separação das divindades e da morte e vida após a morte. Foram encontrados restos de ambas as flores no túmulo de Ramessés II.
Existia uma crença na Roma Antiga de que beber um líquido de Nymphaea esmagada em vinagre durante 10 dias consecutivos transformava um rapaz num eunuco.
A nymphaea, também chamada nilufar em persa, pode ser vista em muitos relevos do Império Aquemênida (552 a.C.), como a estátua de Anaíta em Persépolis. A flor de lótus foi incluída no Derafsh de Cavé, o Ferreiro e, mais tarde, na bandeira do Império Sassânida, a Derafsh Kaviani. Atualmente, é conhecida como o símbolo do Calendário Solar Hijri iraniano.
Uma placa de terracota síria dos séculos XIV-XIII a.C. mostra a deusa Aserá segurando duas flores de lótus. Um painel de marfim dos séculos IX a VIII a.C. mostra o deus Hórus sentado numa flor de lótus, ladeado por dois querubins.
Existe um poema polaco do poeta do século XIX Juliusz Słowacki em que se menciona serem comidos rizomas de nenúfares.
O pintor impressionista francês Claude Monet é conhecido pelos seus muitos quadros de nenúfares no lago do seu jardim em Giverny. Produziu um série de cerca de 250 quadros a óleo, a que deu o nome de Les Nymphéas tendo como tema nenúfares.
A Nymphea nouchali é a flor nacional do Bangladesh e do Sri Lanka.
Os nenúfares são também utilizados como narcóticos rituais. De acordo com uma fonte, este tópico «foi o tema de uma palestra de William Emboden dada no Nash Hall do Harvard Botanical Museum na manhã de 6 de abril de 1979».

## Galeria

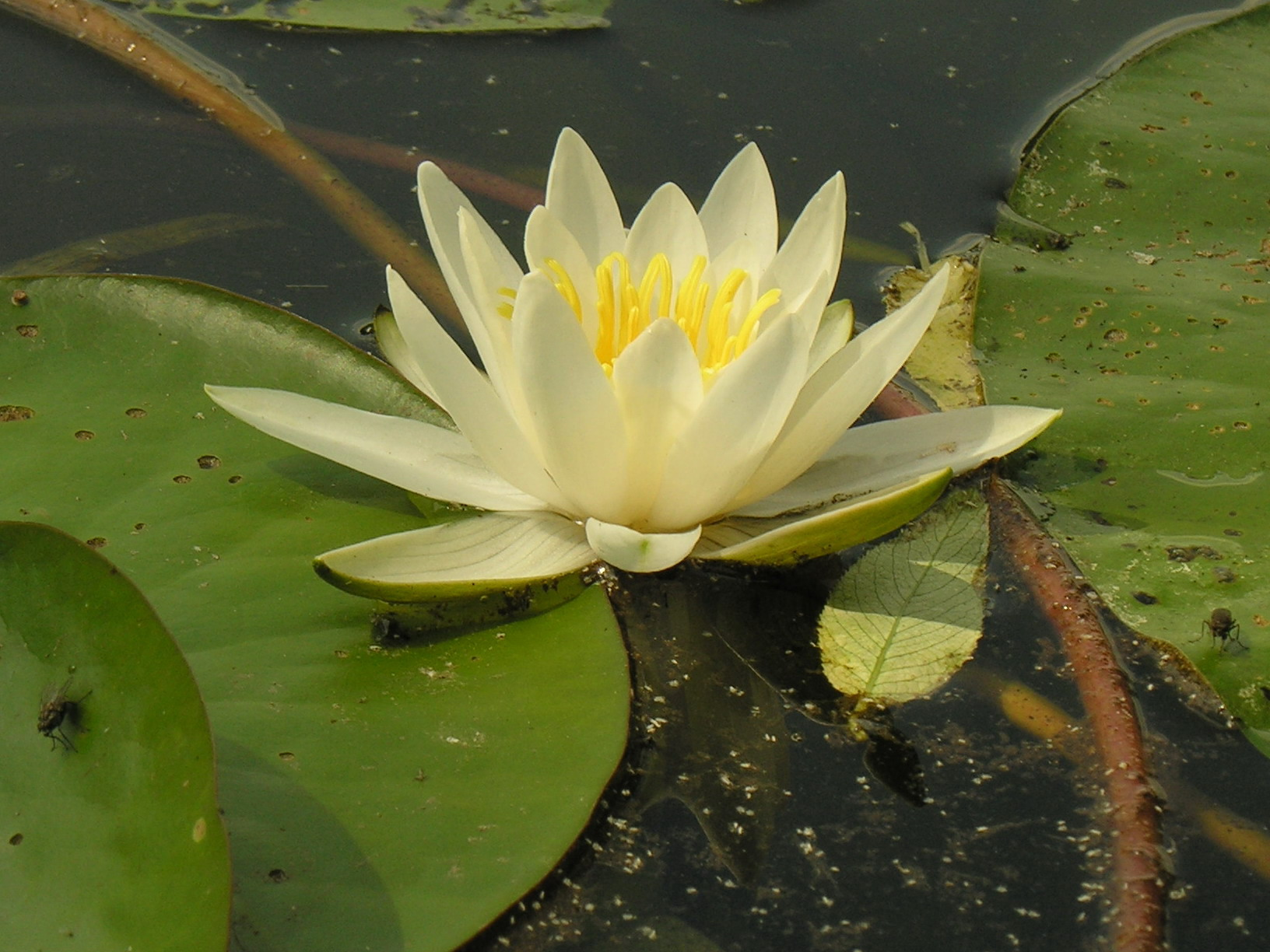
Nymphaea alba
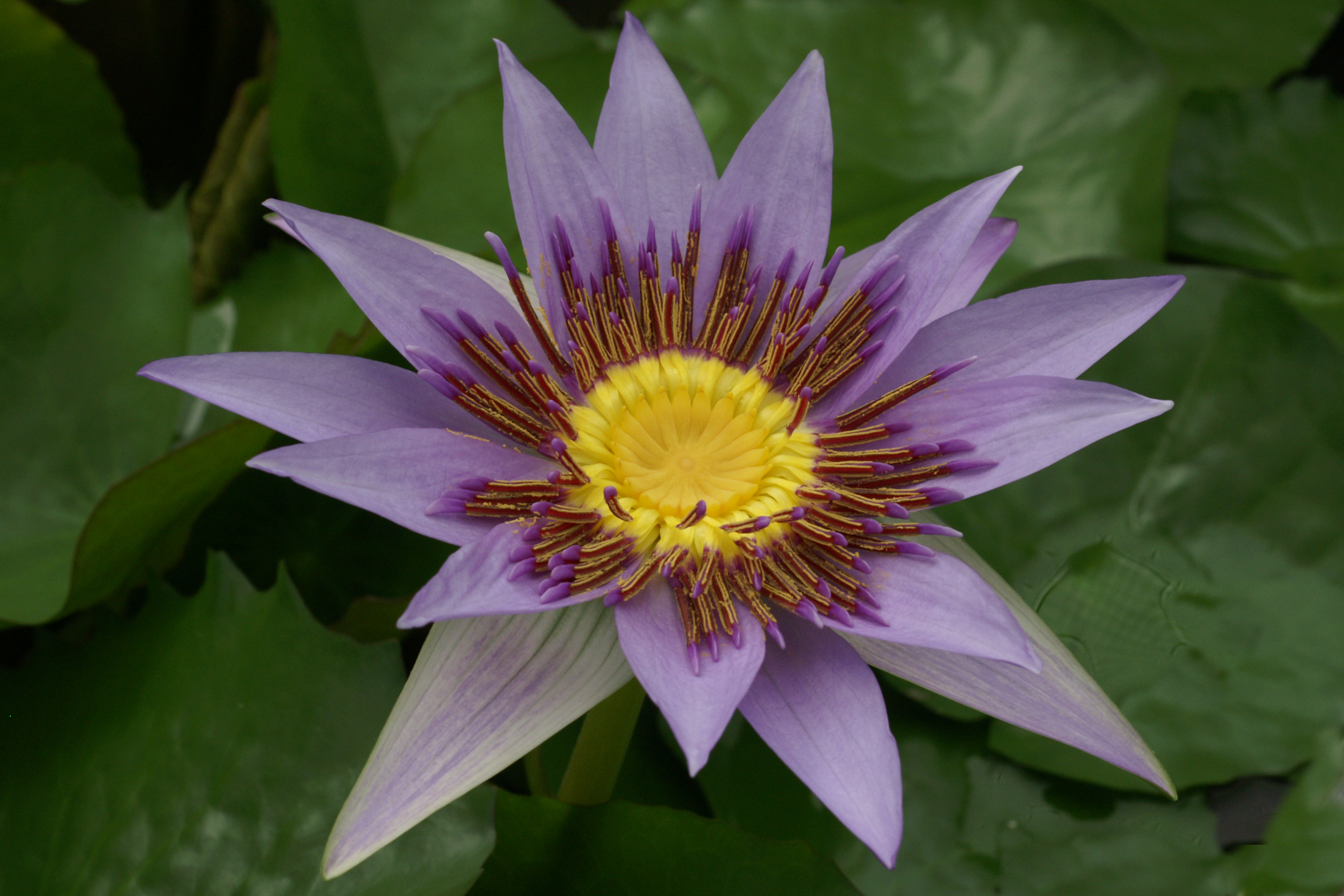
Nymphaea colorata
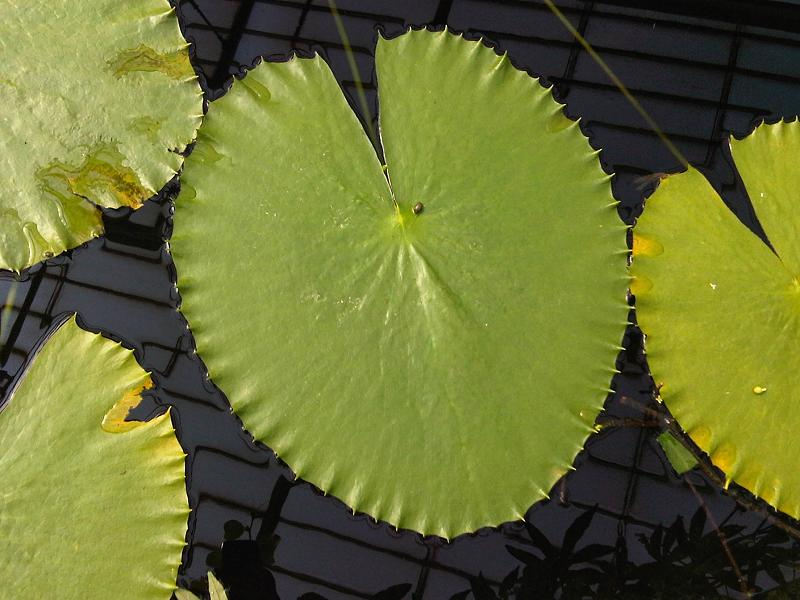
Nymphaea gigantea
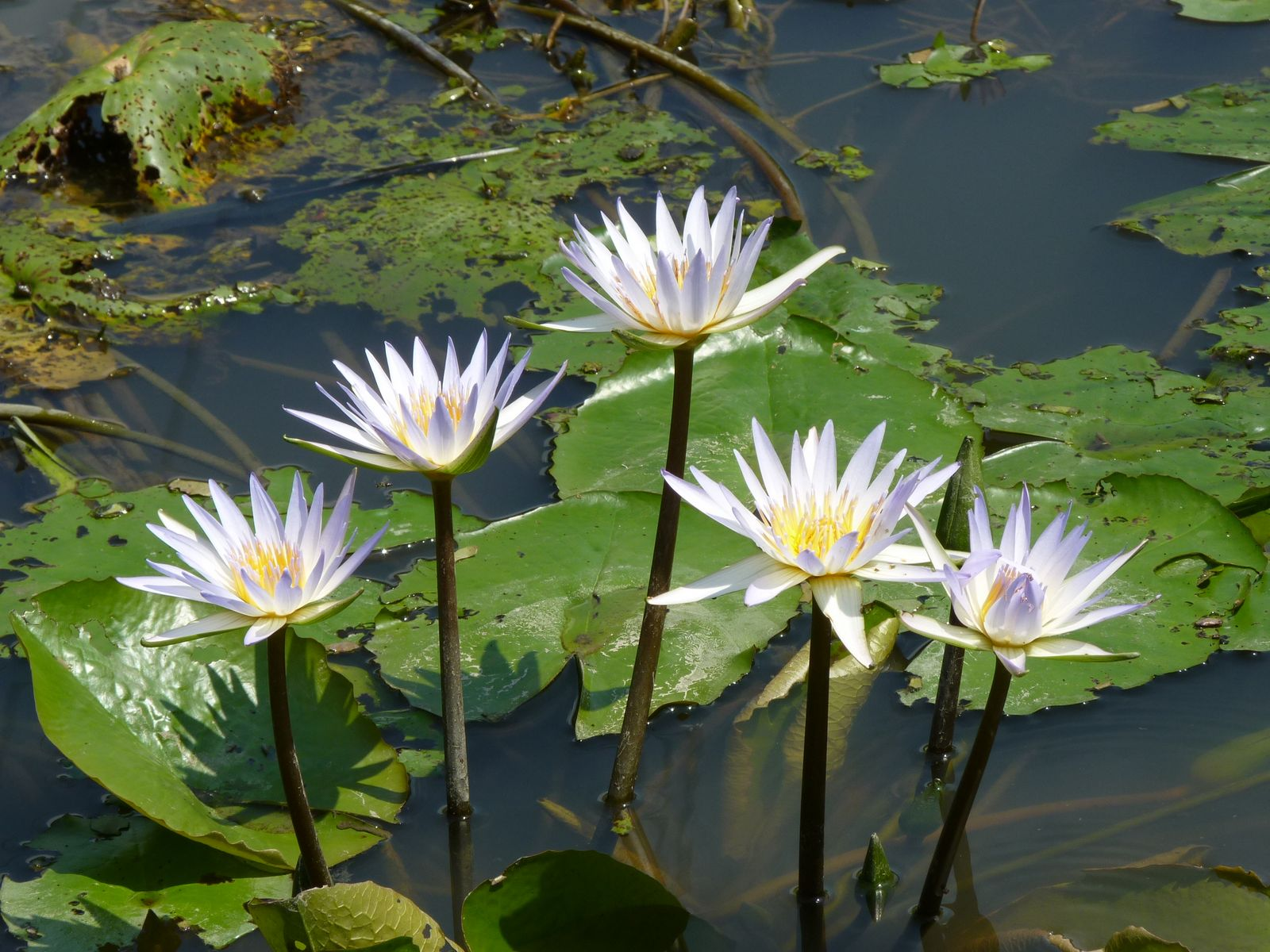
Nymphaea nouchali
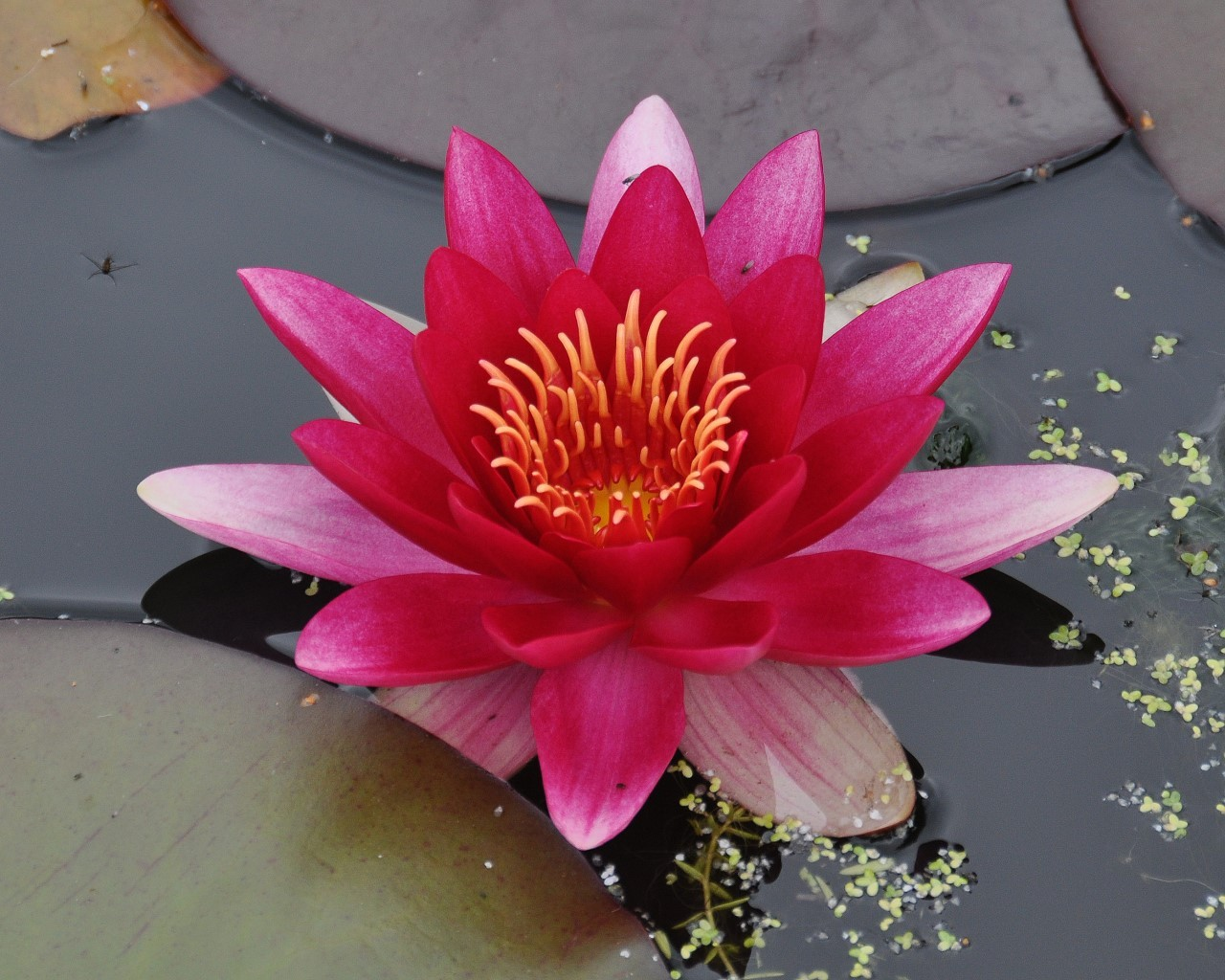
Nymphaea 'Attraction'
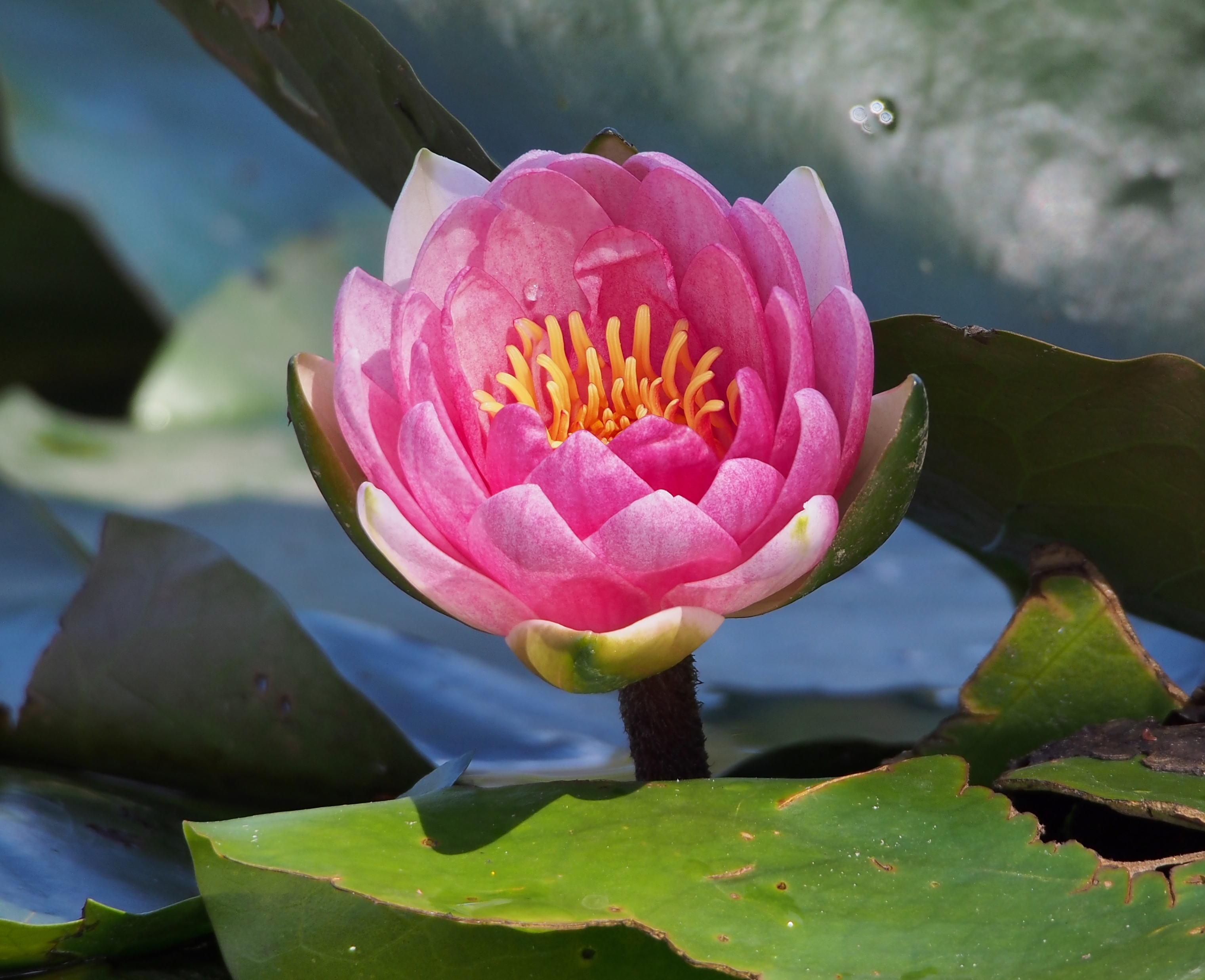
Nymphaea laydekeri purpurata
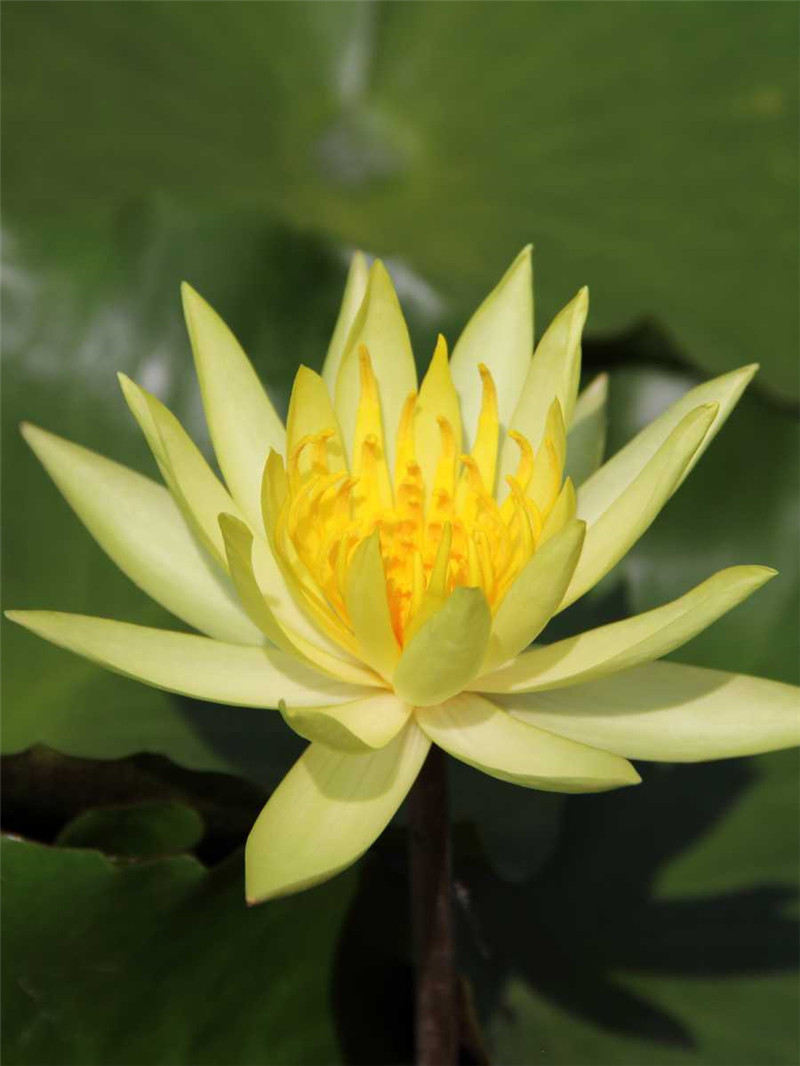
Nymphaea mexicana
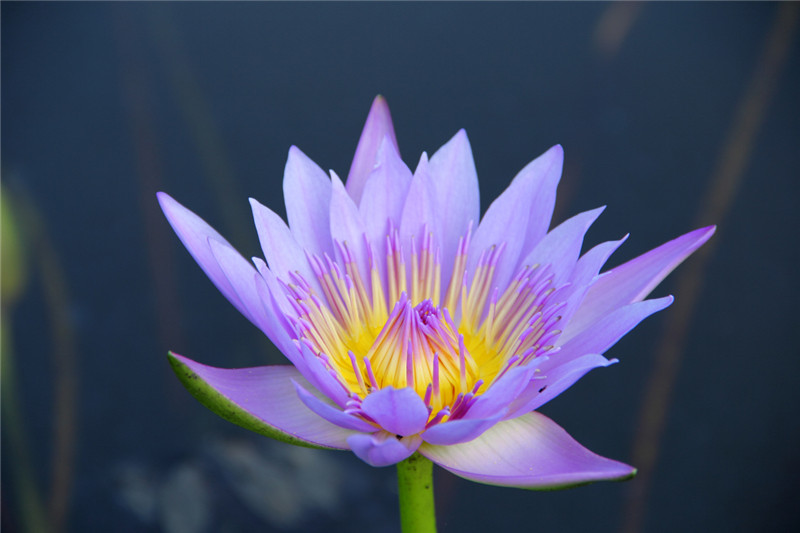
Nymphaea capensis
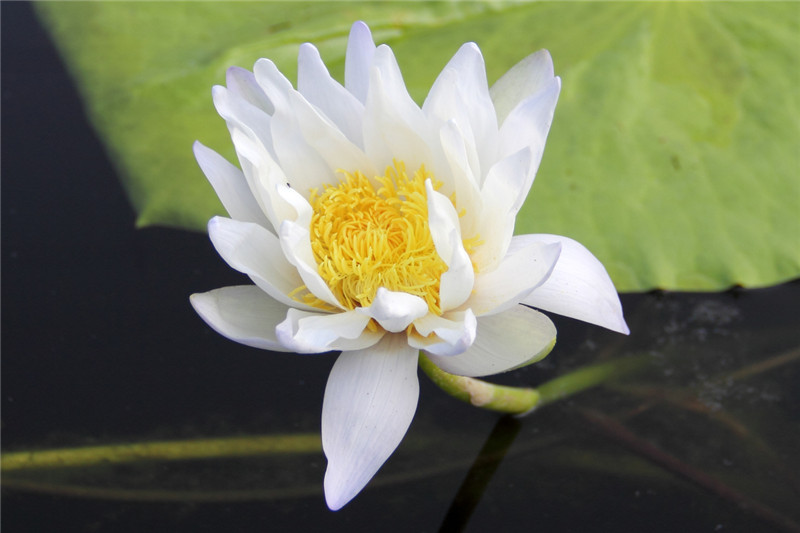
Nymphaea candida
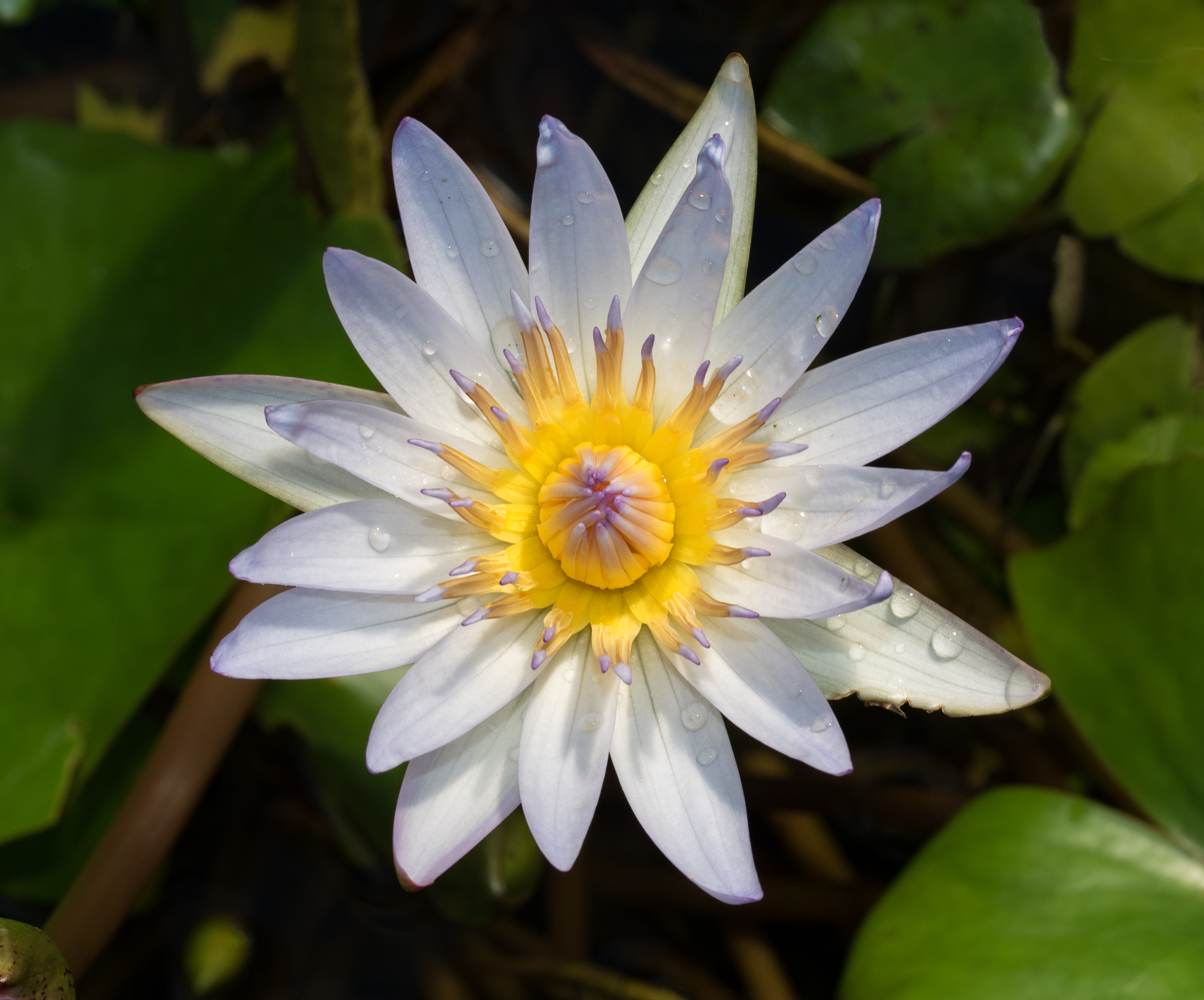
Nymphaea × daubenyana
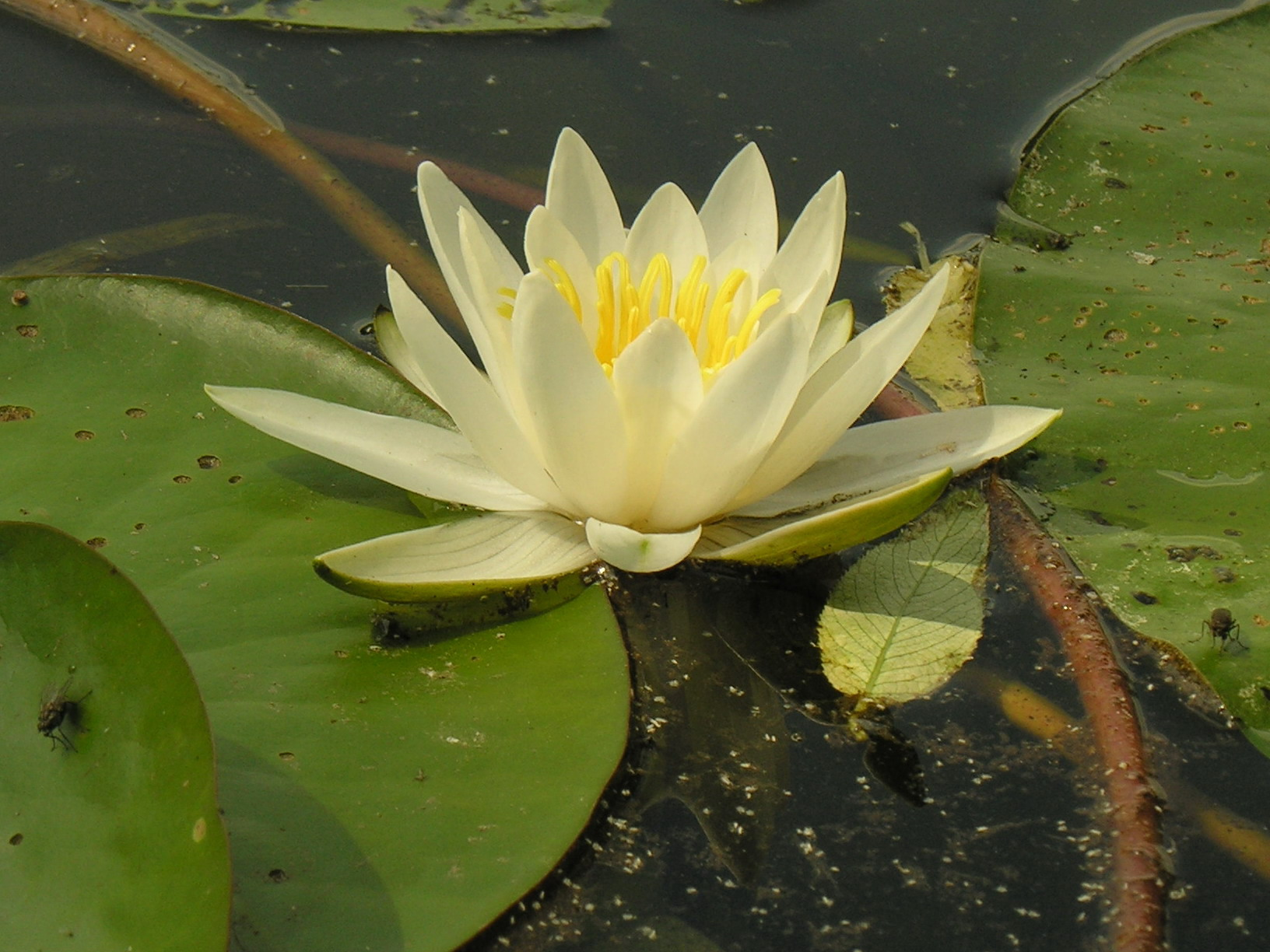
Nymphaea alba
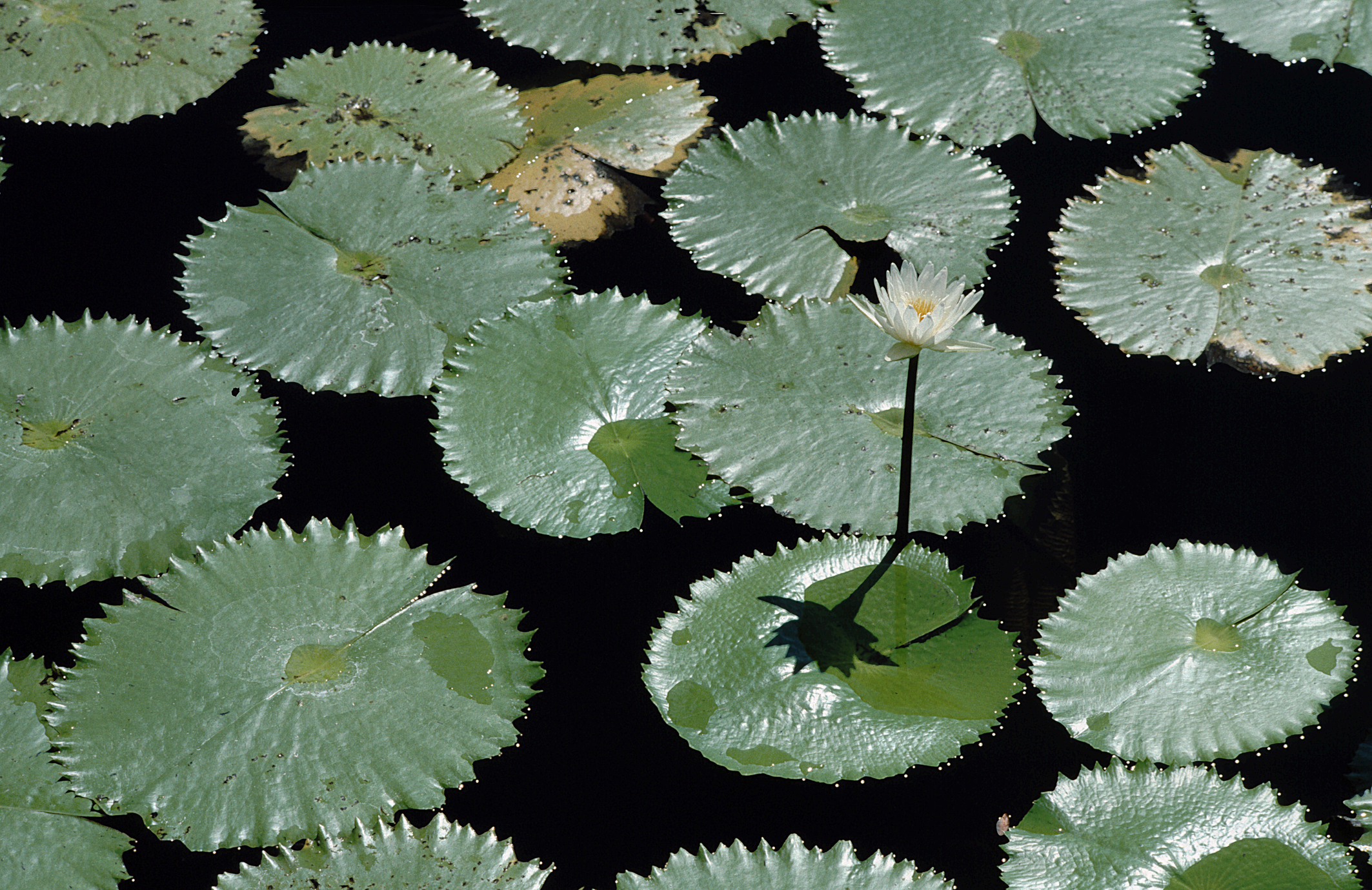
Nymphaea ampla
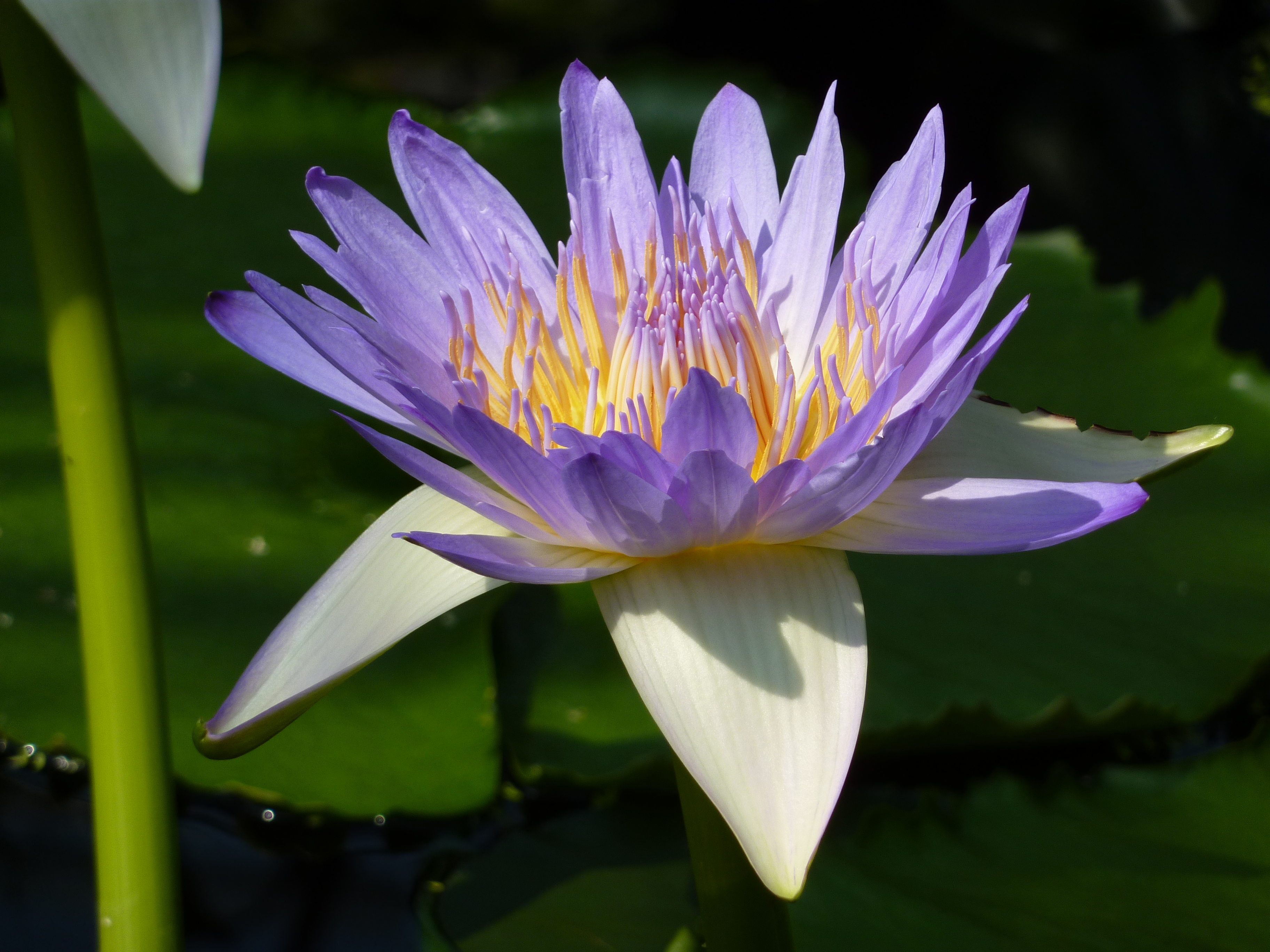
Nymphaea capensis
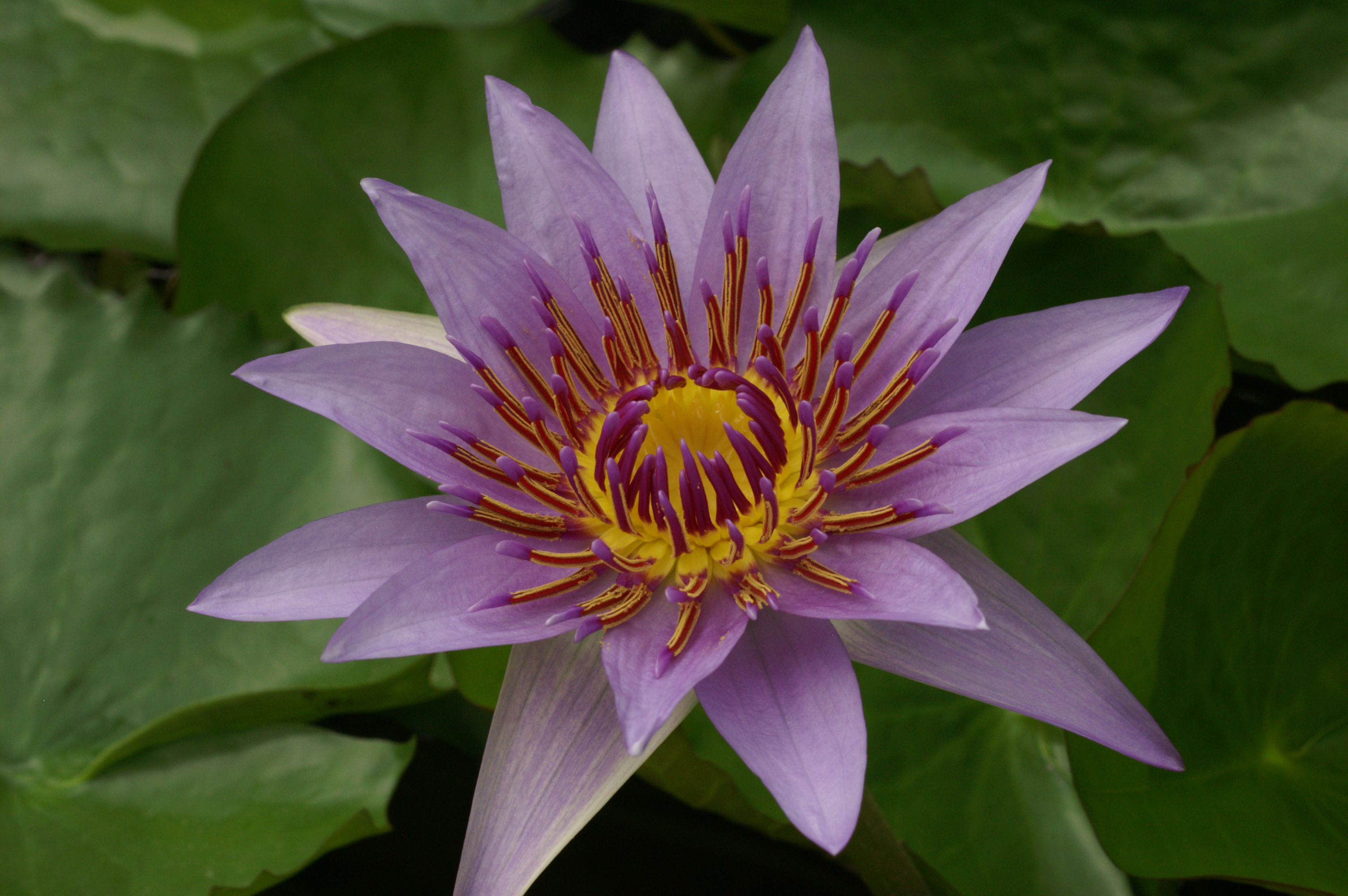
Nymphaea colorata
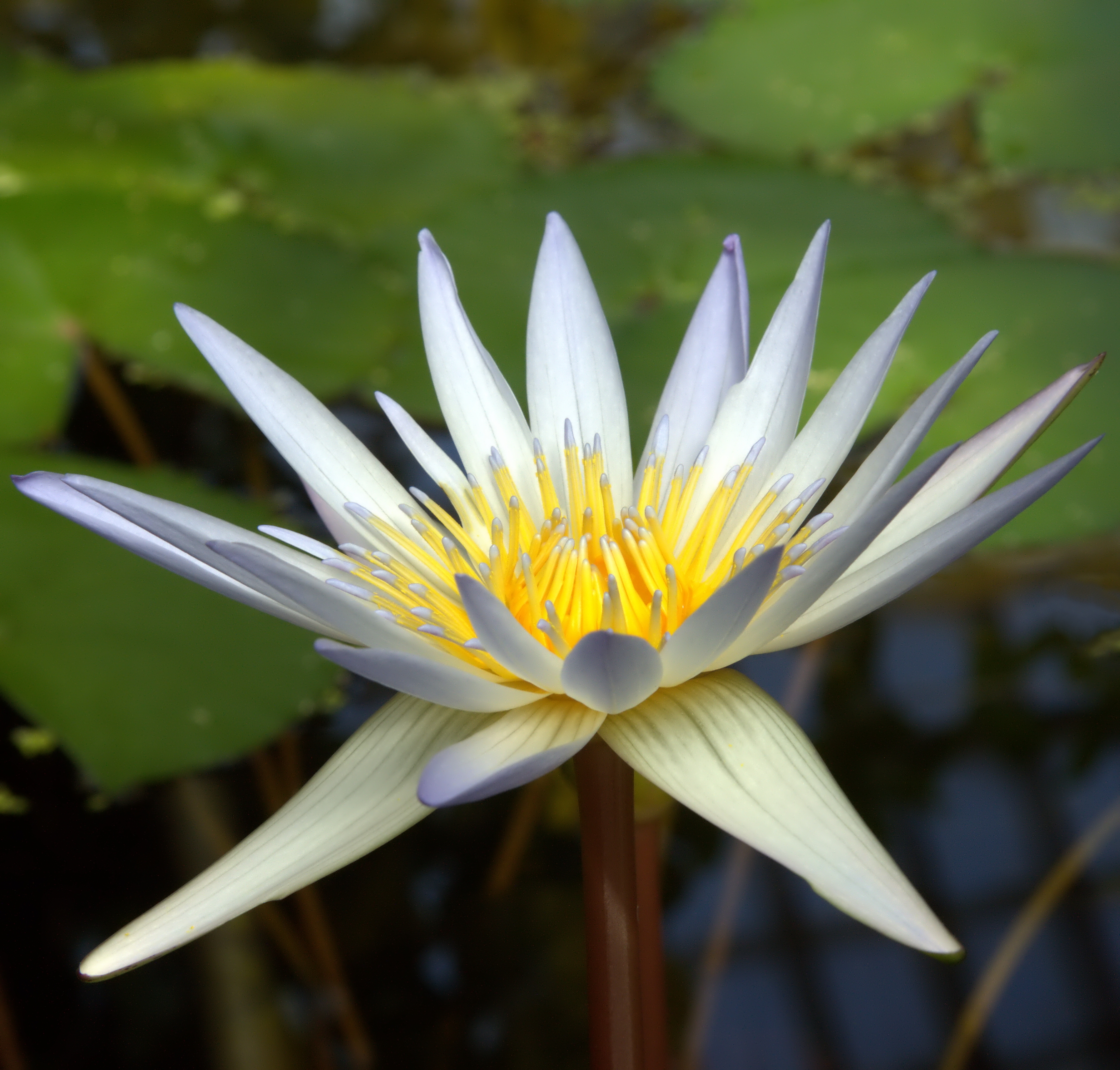
Nymphaea × daubenyana
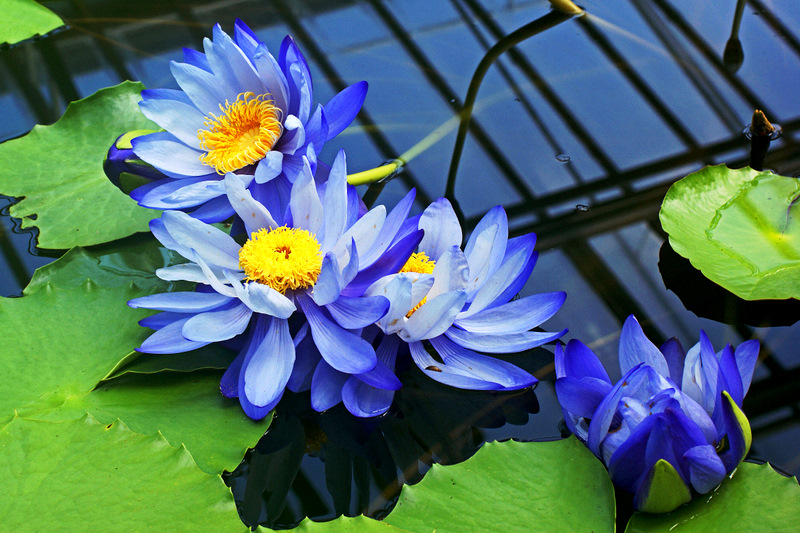
Nymphaea gigantea
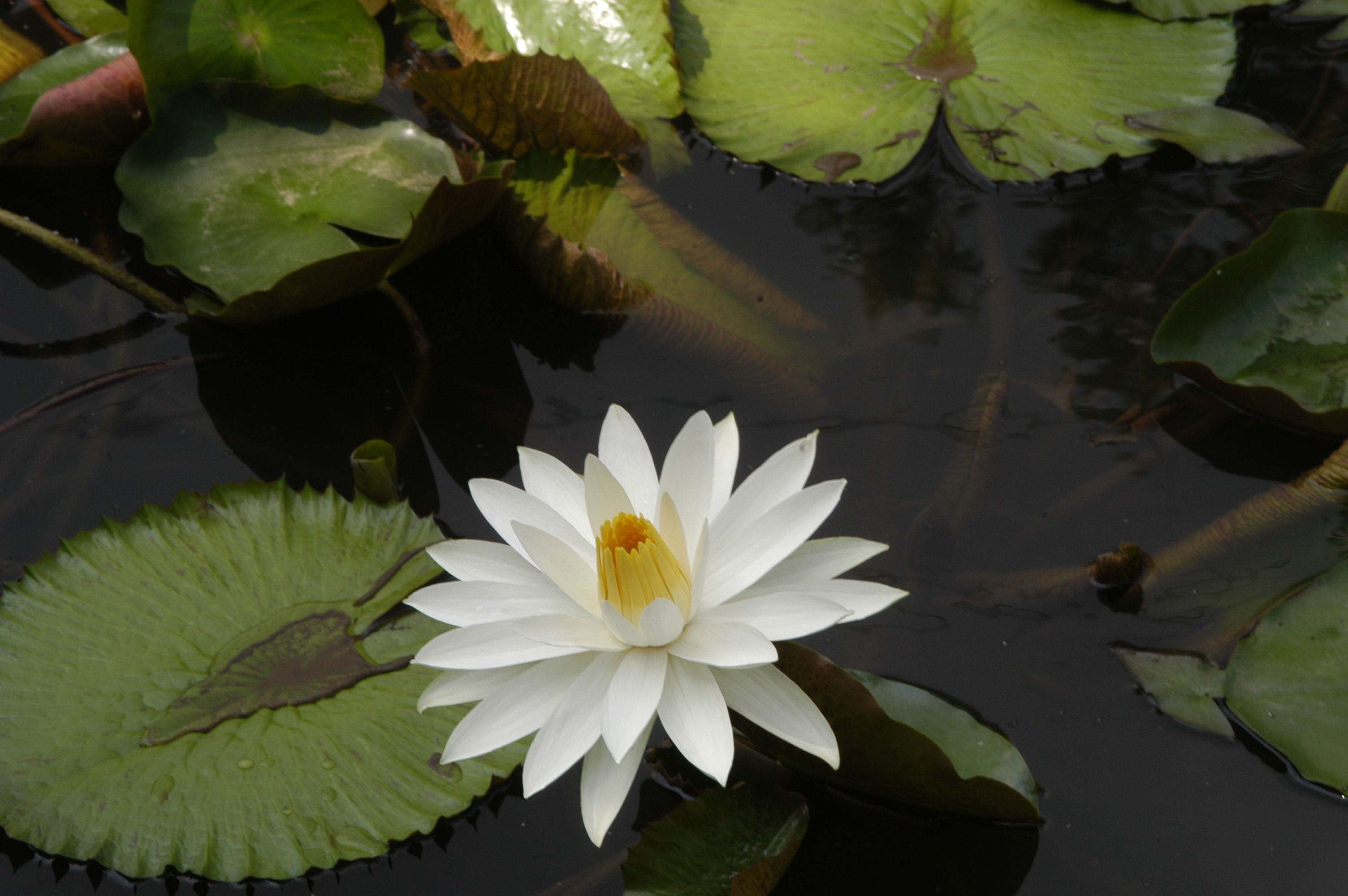
Nymphaea lotus
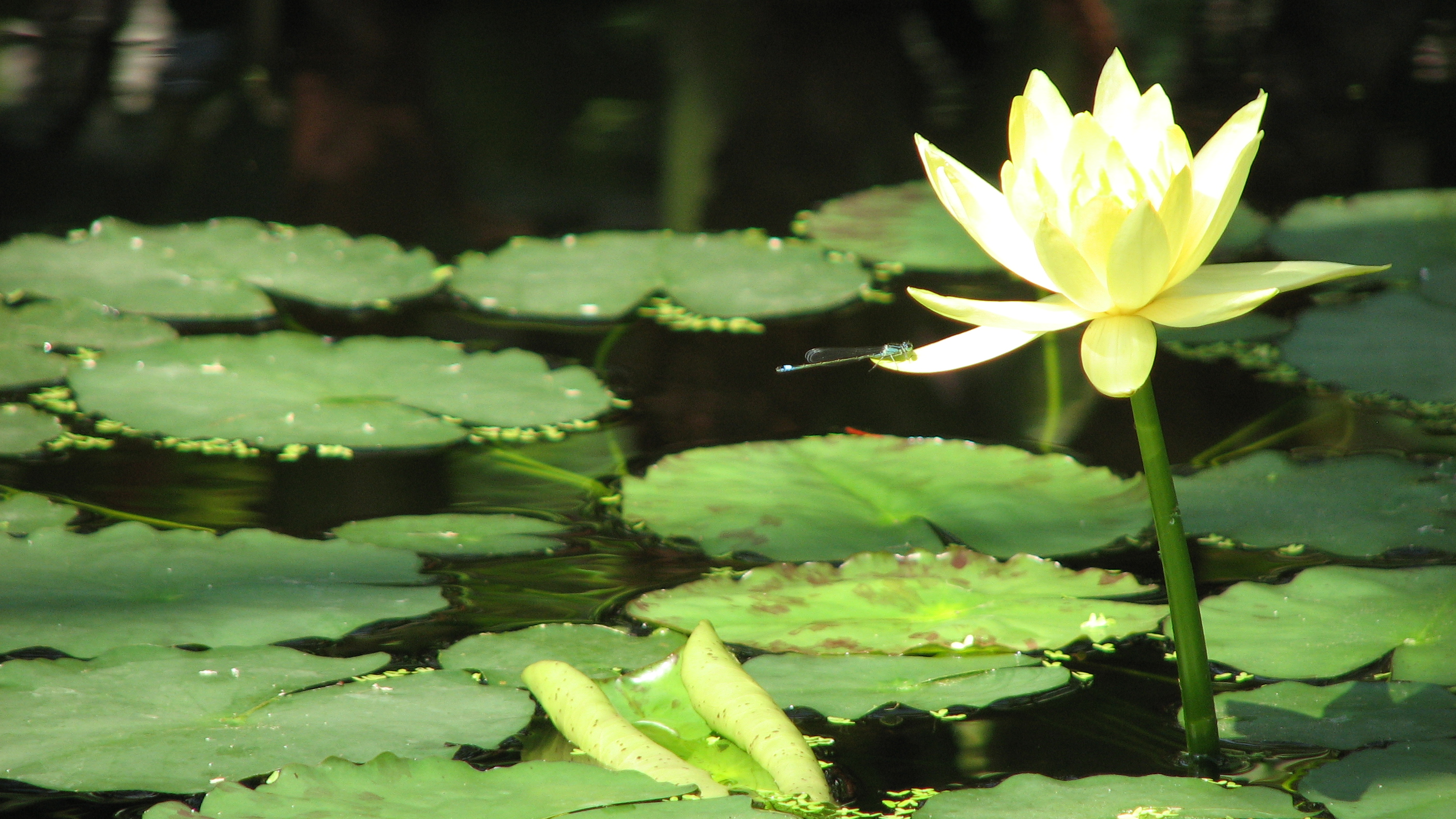
Nymphaea mexicana
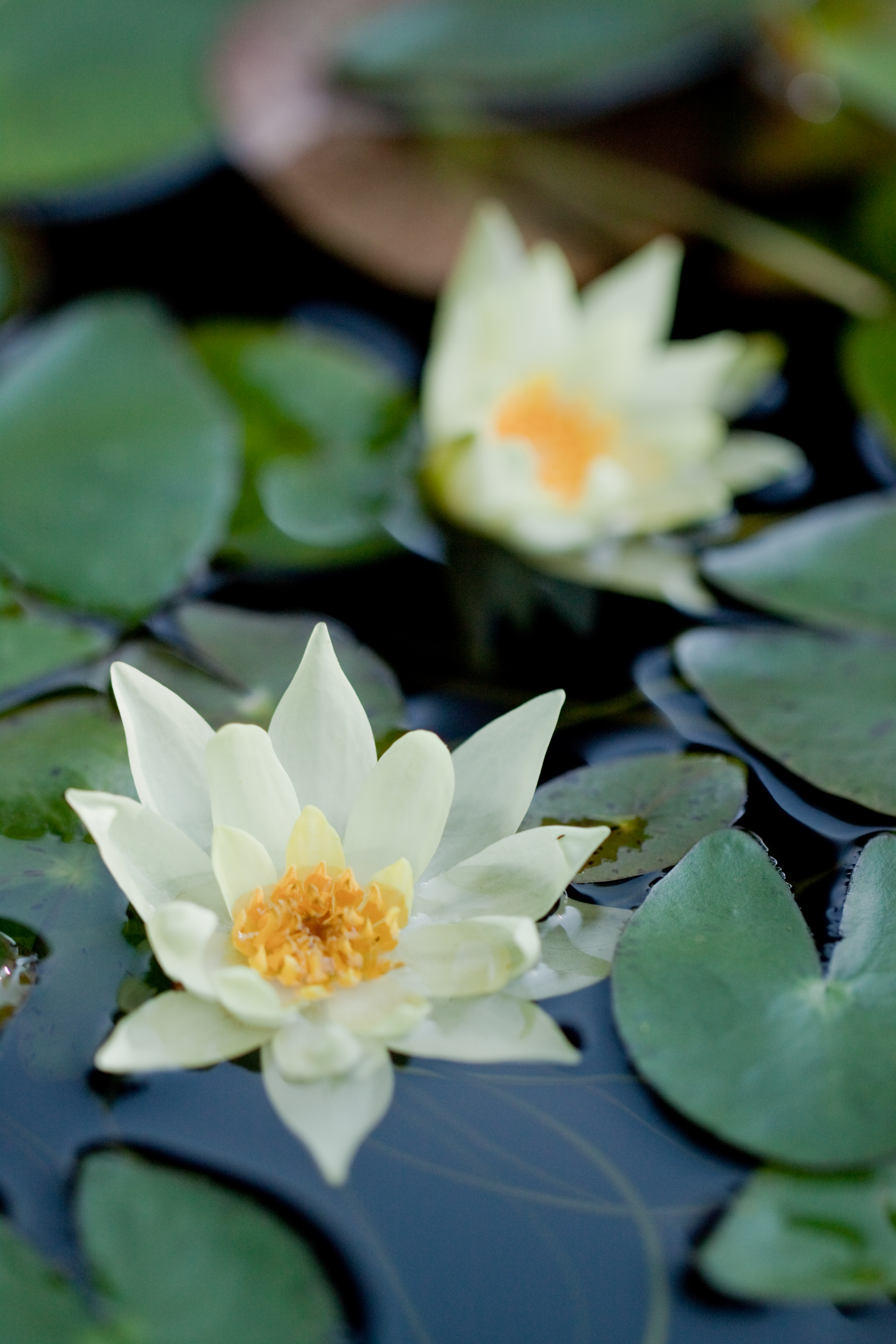
Nymphaea pygmaea
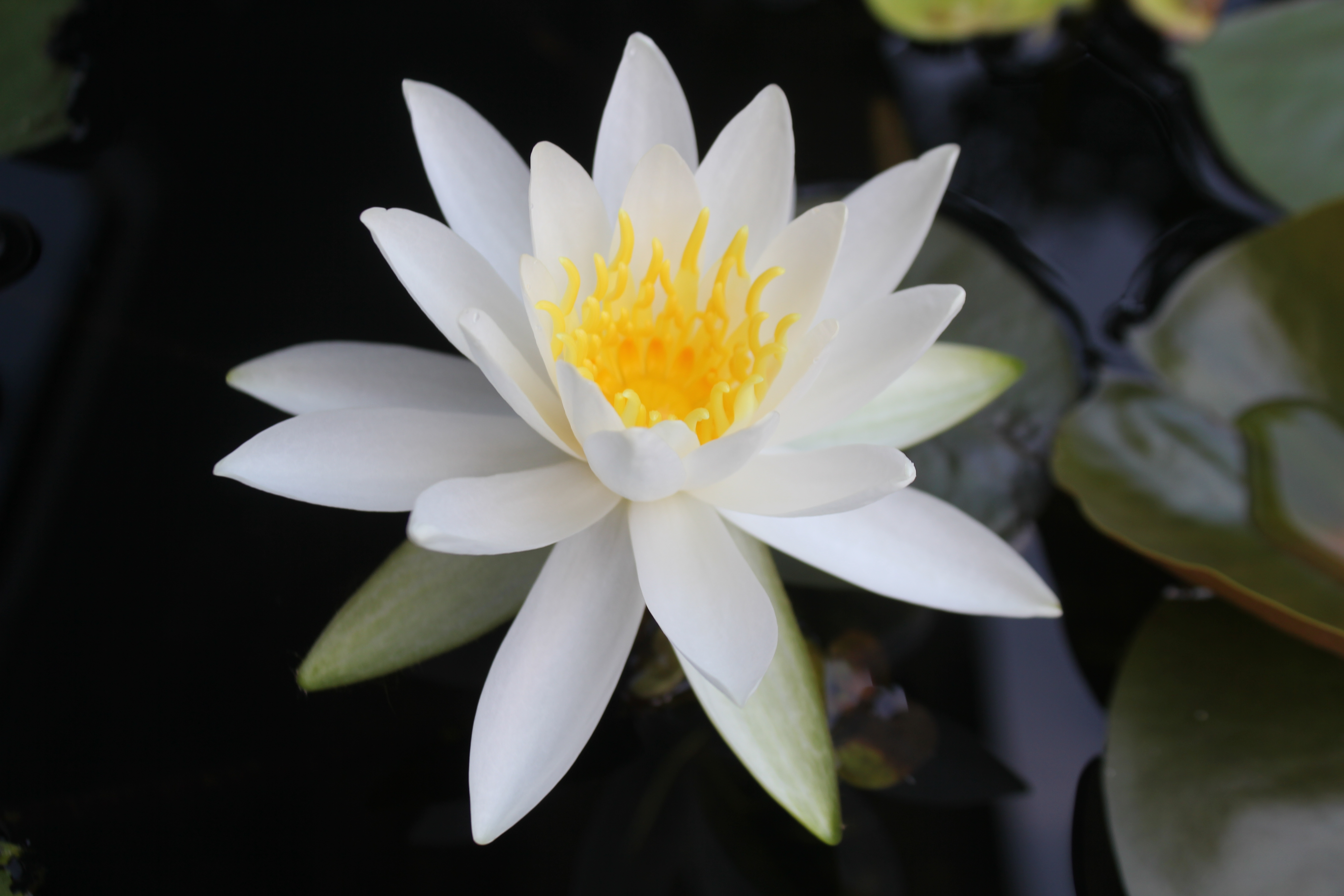
Nymphaea no Japão

## Classificação lineana do género
| Sistema | Classificação                      | Referência               |
| ------- | ---------------------------------- | ------------------------ |
| Linné   | Classe Polyandria, ordem Monogynia | Species plantarum (1753) |